# جنگ عراق
جنگ عراق که با نام‌های اشغال عراق و عملیات آزادسازی عراق نیز شناخته می‌شود، یک عملیات نظامی بود که در ۲۰ مارس ۲۰۰۳ با حملهٔ یک ائتلاف بین‌المللی به رهبری ایالات متحده و بریتانیا به عراق آغاز شد و ارتش عراق در مدت تقریبا ۳ هفته کاملا شکست خورد . نیروهای اصلی حمله‌کننده به عراق شامل ارتش‌های ایالات متحده آمریکا، پادشاهی متحد بریتانیا  و لهستان بودند. هم‌چنین ۲۹ کشور دیگر از جمله ژاپن، کره جنوبی، ایتالیا، اسپانیا و… با فرستادن بخشی از نیروهای نظامی و لجستیکی خود به همراهی با نیروهای ائتلاف، در اشغال عراق نقش داشتند. همچنین برخی شرکت‌های پیمانکار تأمین نیروی نظامی و امنیتی، با فرستادن ده‌ها هزار نفر از نیروهای خود که دارای تابعیت کشورهای مختلف بودند، مسئولیت تأمین امنیت بخش‌های وسیعی از مراکز مهم تجاری عراق از جمله چاه‌ها و مراکز پالایش نفت را بر عهده داشتند.
این جنگ با خروج آخرین تیپ رزمی آمریکایی در ۲۸ مرداد ۱۳۸۹ (۱۹ اوت ۲۰۱۰) به‌طور غیر  رسمی خاتمه یافت. اگر چه بعد از آن هم حدود ۵۰ هزار نیروی آمریکایی عمدتاً برای آموزش سربازان عراقی بمدت یکسال  در این کشور باقی ماندند. در آن هنگام زمانِ خروج این نیروها با توافق دو کشور تا پایان سال ۲۰۱۱ اعلام شده بود. خروج آخرین سربازان آمریکایی از این کشور در دسامبر ۲۰۱۱ اتفاق افتاد.
دو توجیه عمده برای آغاز این جنگ توسط جرج بوش رئیس‌جمهور وقت آمریکا مطرح شد که یکی از آن‌ها رابطه صدام حسین با القاعده و دیگری نابود کردن سلاح‌های کشتار جمعی عراق بنابر توافق‌نامه ۱۹۹۱ بود. پس از پذیرش حکم عراق، دستور عملیات به نیروهای مسلح ائتلاف صادر شد.
در سال ۱۳۸۲ صدام از دیدگاه آمریکایی‌ها همچنان به عنوان تهدیدی برای هم‌پیمانان غربی مثل کشور نفت‌خیز عربستان سعودی و اسرائیل، خطری برای محموله‌های نفتی خلیج فارس و ثبات خاورمیانه به‌شمار می‌رفت. بیل کلینتون رئیس‌جمهور کشور آمریکا (۱۳۷۹–۱۳۷۱) - (۲۰۰۱–۱۹۹۳) که جانشین بوش پدر شده بود، تحریم‌های اقتصادی تازه‌ای در کنار تحریم‌های نظامی برای عراق وضع و منطقهٔ پرواز ممنوع را نیز کنترل کرد.
کلینتون در سال ۱۹۹۸ در پاسخ به ممانعت عراق از حضور بازرسان سازمان ملل، لایحهٔ آزادسازی عراق را امضا کرد. این لایحه بر تغییر رژیم عراق به منظور «بازگشت عراق به خانوادهٔ بین‌المللی» تأکید داشت و طبق آن دولت آمریکا به گروه‌های تبعیدی خارج از عراق کمک مالی می‌کرد. پس از آن به زودی عملیات سه‌روزهٔ روباه صحرا انجام گرفت و طی آن کارخانه‌های تولید سلاح صدام منهدم گشتند؛ در حالی که استراتژیست‌های پنتاگون نقشه حمله‌های زمینی به عراق را می‌کشیدند برخی از تحلیلگران آمریکایی بر این باور بودند که فشار خارجی برای ایجاد یک شورش به منظور عزل صدام کافی به نظر می‌رسد. این دو نظر باعث بروز شکاف در تصمیم‌گیری‌های ضد صدام بین دولتمردان واشینگتن شد. اما پس از حملات ۲۰ شهریور ۱۳۸۰ (۱۱ سپتامبر ۲۰۰۱) توازن سیاسی داخلی آمریکا تغییر کرده و باعث شد تا نومحافظه‌کاران بتوانند در مدیریت کشور آمریکا در واشینگتن تأثیر به‌سزایی داشته باشند. رئیس‌جمهور آمریکا جرج دبلیو بوش در بیانیهٔ اتحاد خود به کنگره، در دی ماه ۱۳۸۱ (۲۰۰۲) از «محور شرارت» که به زعم وی از کشورهای ایران، عراق و کرهٔ شمالی تشکیل شده‌اند سخن به میان آورد. همچنین او احتمال داد که برای براندازی دولت عراق از زور استفاده خواهد کرد. او اعلام کرد: «رژیم عراق طرح تولید گاز اعصاب و سیاه‌زخم و سلاح‌های اتمی را به مدت یک دهه دنبال کرده است.» او همچین ادامه داد: «عراق همچنان درصدد است دشمنی خود را به آمریکا نشان دهد و از ترور حمایت کند.»
دولت و ارتش عراق در طول سه هفته پس از حملهٔ آمریکا و هم‌پیمانانش در تاریخ ۲۹ اسفند ۱۳۸۱ (۲۰۰۳) نابود شد. ایالات متحده دست‌کم دو بار کوشید تا با حملات هوایی، صدام را به قتل برساند ولی هر دو بار هدف، مورد اصابت واقع نشد. با شروع ماه آوریل (اواسط فروردین) نیروهای ائتلاف بخش زیادی از عراق را اشغال کرده بودند. مقاومت‌های بسیار ضعیف ارتش عراق یا به راحتی در هم می‌شکستند یا تبدیل به تاکتیک‌های پارتیزانی می‌شدند. این وضعیت، نشان‌دهندهٔ خروج کنترل از دستان صدام حسین بود.
صدام حسین در تاریخ ۹ تیر ۱۳۸۳ (۳۰ ژوئن ۲۰۰۴) تحویل دولت موقت عراق شد تا به اتهام جرایم جنگی، جرایم ضدبشری و قتل‌عام محاکمه گردد. در طول این محاکمه توجه ویژه‌ای به فعالیت‌های وحشیانهٔ وی علیه کردهای شمال عراق در طول جنگ با ایران و علیه شیعیان جنوب در خلال سال‌های ۱۳۷۰ تا ۱۳۷۸ (۱۹۹۱ تا ۱۹۹۹) شد. نهایتاً در تاریخ ۹ دی ۱۳۸۵ (۳۰ دسامبر ۲۰۰۶) و در ساعت ۶:۰۷ به وقت محلی (۳:۰۷ UTC) به دار آویخته شد.

## پیش‌زمینه

### خلع سلاح عراق و اطلاعات پیش از جنگ

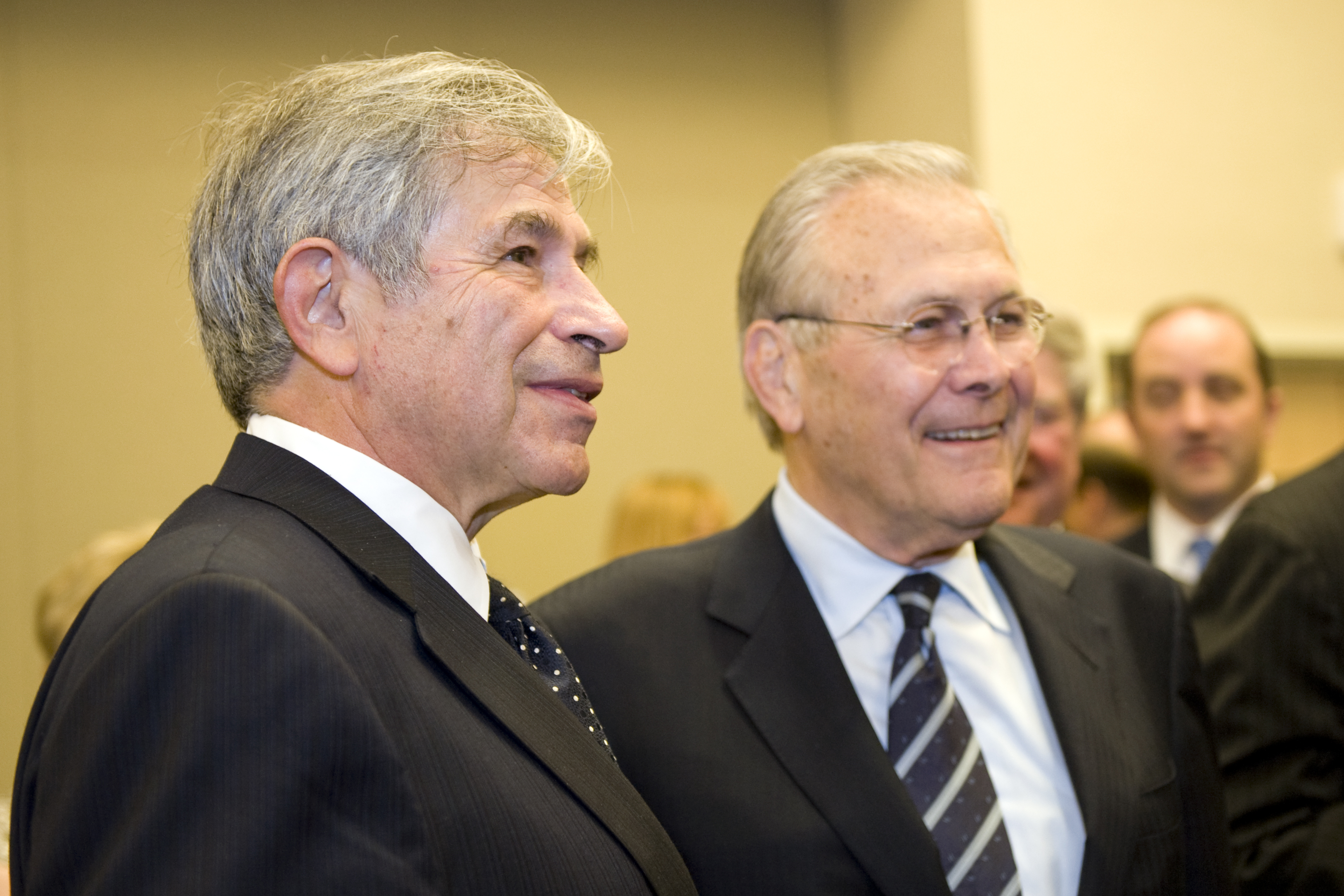
دونالد رامسفلد (راست) وزیر دفاع وقت آمریکا در شهریور ۱۳۸۱ دستور تشکیل دفتر طرح‌های ویژه را به پل ولفوویتز (چپ) داد.

آژانس اطلاعات مرکزی آمریکا پیش از سپتامبر ۲۰۰۲ (شهریور ۱۳۸۱) اصلی‌ترین عامل گردآوری اطلاعات دربارهٔ عراق برای دولت ایالات متحده بود. در ماه سپتامبر آن سال پل ولفوویتز و داگلاس فیث در پنتاگون واحدی به نام دفتر طرح‌های ویژه (OSP) و با ریاست فیث ایجاد کردند. دونالد رامسفلد، وزیر دفاع وقت ایالات متحده این گروه را موظف به تأمین اطلاعات خام در مورد عراق برای سران عالی‌رتبهٔ دولت جرج دبلیو بوش کرده بود. سِیمور هرش، روزنامه‌نگار مشهور آمریکایی می‌نویسد : «بنابر نظر یکی از مشاوران پنتاگون، دفتر طرح‌های ویژه برای این ایجاد شده بود تا چیزی که ولفوویتز و رئیسش (دونالد رامسفلد وزیر دفاع) می‌خواستند در مورد عراق بگویند را با مدرک ثابت کند - ازجمله این‌که صدام حسین ارتباط نزدیکی با القاعده دارد و عراق زرادخانهٔ عظیمی از جنگ‌افزارهای شیمیایی، میکروبی و حتی در صورت امکان هسته‌ای در اختیار دارد و تهدیدی برای منطقه و شاید ایالات متحده می‌باشد. آژانس (سیا) به دنبال اثبات عدم وجود ارتباط بین عراق و تروریسم بود.»

#### بازگشت بازرسی‌های سازمان ملل

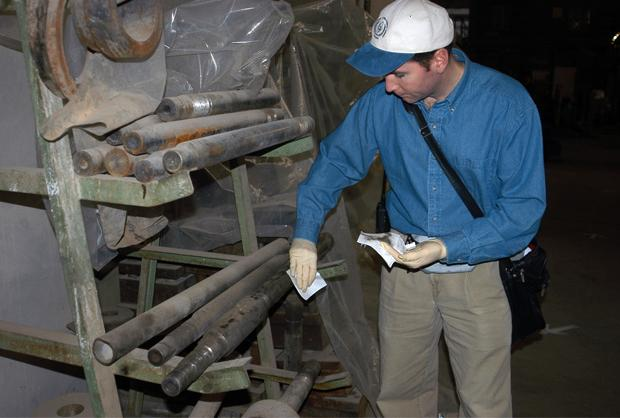
یک بازرس جنگ‌افزار سازمان ملل متحد در حال نمونه‌گیری از یک کارخانهٔ عراقی (۲۰۰۲)

مسئلهٔ خلع سلاح عراق در سال ۲۰۰۳–۲۰۰۲ به نقطهٔ تعیین‌کننده‌ای رسید. در آن هنگام جرج بوش، رئیس‌جمهور وقت آمریکا خواستار توقف تولید درگیری‌افزارهای کشتار جمعی توسط عراق و قبول قطعنامه‌های شورای امنیت سازمان ملل توسط عراق مبنی بر اجازهٔ دسترسی به بازرسان سازمان ملل به تأسیسات ساخت این گونه جنگ‌افزارها شد. سازمان ملل پس از جنگ اول خلیج فارس، عراق را از توسعه و تملک این جنگ‌افزارها منع کرده بود و از عراق خواسته بود که به بازرسان این سازمان اجازهٔ حضور در این کشور دهد. در طول بازرسی‌هایی که در سال ۱۹۹۹ انجام شده بود مأموران اطلاعاتی آمریکا گفتگوهای سازمان‌های اطلاعاتی عراق و دیگر اطلاعات را به‌طور زنده در اختیار سران ایالات متحده گذاشته بودند. این مسئله توسط روزنامه‌های نیویورک تایمز و وال استریت ژورنال نیز تأیید شد.
جرج دبلیو بوش در طول سال ۲۰۰۲ بارها عراق را به دلیل ادامهٔ منع حضور بازرسان تهدید به یورش نظامی‌کرد. عراق در اواخر سال ۲۰۰۲ قبول کرد طبق مفاد قطعنامهٔ ۱۴۴۱ شورای امنیت به بازرسان سازمان ملل اجازهٔ حضور بدهد. سومین گروه بازرسان سازمان ملل به سرپرستی دیوید کِلی توانستند با همکاری عراقی‌ها از یک آزمایشگاه سیار که مشکوک بود بازرسی کرده و از آن عکس‌برداری کنند. بعد از بازرسی مشخص شد که این آزمایشگاه یک کارگاه تولید گاز هیدروژن برای پر کردن بادکنک بوده است.
دولت عراق موظف بود بنابر مفاد لازم برای بازرسی‌ها همهٔ ظرفیت ساخت جنگ‌افزارهای خود را اعلام کند. در همین راستا عراق در روز ۱۲ آبان ۱۳۸۱ (۳ نوامبر ۲۰۰۲) گزارشی ۱۱٬۸۰۰ صفحه‌ای به شورای امنیت و آژانس بین‌المللی انرژی اتمی ارائه کرد و در آن عنوان نمود که هیچ جنگ‌افزار کشتار جمعی در اختیار ندارد. نسخه‌های روگرفت این گزارش به‌طور غیررسمی در اختیار چندین روزنامه‌نگار اروپایی قرار گرفت. کلمبیا که در آن زمان رئیس دوره‌ای شورای امنیت بود به سران ایالات متحده اجازه داد به‌طور مخفیانه ۸٬۰۰۰ صفحه از این گزارش را پیش از آن که در اختیار تمام اعضای شورا قرار گیرد حذف کند. از همین رو شورا این گزارش را ناقص اعلام کرده و عراق را ناقض مسئولیت‌های خود اعلام نمود. صفحات حذف‌شده مشتمل بر جزئیات کمک‌های شرکت‌ها و سازمان‌های دولتی آمریکایی و اروپایی بود که در گذشته در توسعهٔ جنگ‌افزارهای شیمیایی و میکروبی به عراق کمک کرده بودند.
هانس بلیکس، بازرس ارشد سازمان ملل پیش از یورش آمریکا و متحدانش به عراق، به شورای امنیت توصیه کرد که عراق در حال همکاری با بازرس‌ها بوده و می‌توان در صورت ادامهٔ این همکاری، از طریق بازرسی‌ها به درستی خلع سلاح این کشور صحه گذاشت.

### جنگ‌افزارهای کشتار جمعی

#### اورانیوم کیک زرد و قهوه‌ای
عراق پیش از جنگ اول خلیج فارس در سال ۱۹۹۰ میلادی ۵۰۰ تن اورانیوم کیک زرد در مجتمع هسته‌ای تویثه واقع در ۲۰ کیلومتری جنوب بغداد انبار کرده بود. سازمان سیا اواخر فوریه ۲۰۰۲ جوزف ویلسون دیپلمات سابق آمریکایی را برای تحقیق پیرامون گزارش‌هایی دربارهٔ تلاش عراق برای خرید کیک زرد بیشتر از نیجر اعزام کرد. ویلسون به سازمان گزارش داد که گزارش‌های موجود در این مورد «کاملاً اشتباه» هستند. با این حال دولت بوش به اتهام‌های خود مبنی بر تلاش‌های عراق برای خرید کیک زرد ادامه می‌داد و اعلام می‌کرد که این تلاش‌ها توجیه‌کنندهٔ عملیات نظامی علیه این کشور هستند. بارزترین نمونه از این اتهام‌ها سخنرانی وضعیت کشور آمریکا در ژانویه ۲۰۰۳ توسط جرج دبلیو بوش خطاب به کنگرهٔ آمریکا بود که وی طی آن اعلام کرد بنا بر منابع اطلاعاتی بریتانیا، عراق به دنبال اورانیوم می‌باشد.
ویلسون در پاسخ به ادعای بوش متنی را در ژوئن ۲۰۰۳ در نیویورک تایمز منتشر کرد و گفت که خود شخصاً ادعاهای موجود در این زمینه را بررسی کرده و بر این باور است که این ادعاها تقلبی هستند. پس از انتشار این مقاله یک ستون‌نویس فاش کرد که همسر ویلسون به نام والری پلِیم یک مأمور مخفی در سازمان سیا است که وظیفهٔ تحلیل اطلاعات را بر عهده دارد. پس از انتشار این مطلب وزارت دادگستری اقدام به جستجو برای یافتن منبع افشای اطلاعات نمود. در نهایت این تحقیقات منجر به محکوم شدن لویس لیبی، رئیس دفتر دیک چنی معاون ریاست جمهوری آمریکا به دلیل شهادت کذب و جلوگیری از اجرای عدالت گردید.
هفته‌نامهٔ ساندی تایمز انگلستان در ۱۱ اردیبهشت ۱۳۸۴ (۱ مه ۲۰۰۵) پانویسی با عنوان «پانویس داونینگ استریت» (Downing Street memo) منتشر کرد که در آن نگاهی به یک جلسهٔ محرمانه بین دولت بریتانیا، وزارت دفاع و شخصیت‌های کلیدی اطلاعات این کشور مورخ ۱ مرداد ۱۳۸۱ شده بود. در این جلسه اشارات مستقیمی به سیاست‌های طبقه‌بندی‌شدهٔ ایالات متحده در آن زمان شده بود. در این پانویس آمده بود که «بوش می‌خواست که با عملیات نظامی صدام را به بهانهٔ تروریسم و سلاح‌های کشتار جمعی حذف کند اما اطلاعات و واقعیت‌های لازم حول این سیاست ساخته شدند.»
دولت بوش، سازمان سیا و آژانس اطلاعات دفاعی در سپتامبر ۲۰۰۲ اعلام کردند که تلاش‌های عراق برای دسترسی به لوله‌های آلومینیمی مقاوم که طبق برنامهٔ نظارتی سازمان ملل ممنوع شده بود به منظور ساخت سانتریفیوژهایی است که در غنی‌سازی اورانیوم برای ساخت بمب کاربرد دارند. وزارت انرژی و دفتر اطلاعات و پژوهش وزارت خارجه آمریکا با این تحلیل مخالفت کردند. مخالفت وزارت انرژی مهم بود زیرا این سازمان تخصص بالایی در سانتریفیوژهای گازی و برنامه‌های تسلیحات هسته‌ای داشت. این دو نهاد آمریکایی بر این باور بودند که لوله‌های عراقی برای کاربرد در سانتریفیوژها نامناسب بودند و هر چند که احتمالاً بتوان با تغییرات اضافی آن‌ها را برای سانتریفیوژها آماده کرد اما کاربرد آن‌ها در سلاح‌های متعارف بسیار محتمل‌تر به نظر می‌رسد. گزارشی که توسط مؤسسه علوم و امنیت بین‌المللی در سال ۲۰۰۲ منتشر شد می‌گوید که احتمال استفاده از این لوله‌ها برای غنی‌سازی اورانیوم بسیار بعید به نظر می‌رسد.
وزارت انرژی آمریکا برای تصحیح این اشتباهات، جزئیاتی را برای سخنرانی کالین پاول وزیر امور خارجهٔ وقت آمریکا در سازمان ملل آماده کرد اما دولت از قرائت آن‌ها جلوگیری کرد و پاول در سخنرانی خود خطاب به اعضای شورای امنیت دقیقاً پیش از حمله به عراق، لوله‌های آلومینیمی را مورد اشاره قرار داد و گفت که علی‌رغم اختلاف نظر کارشناسان در مورد احتمال کاربرد این لوله‌ها در سانتریفیوژ، مشخصات این لوله‌ها به‌طور غیرعادی سخت هستند. پاول بعدها قبول کرد که قضیه‌ای که او به شورا ارائه داده نادرست بوده است و اطلاعاتی که وی بر آن‌ها تکیه داشته در برخی اوقات «به‌طور عمد گمراه‌کننده» بوده‌اند. جرج دبلیو بوش پس از انتخابات ۲۰۰۸ ایالات متحده که منجر به به قدرت رسیدن باراک اوباما، نامزد حزب دموکرات شد اعلام کرد «برزگترین حسرت ریاست جمهوری [من] باید درماندگی اطلاعاتی دربارهٔ عراق بوده باشد.»

#### گاز سمی
سازمان سیا با ناجی صبری وزیر امور خارجه عراق که در آن زمان به عنوان مأمور فرانسه از این کشور پول می‌گرفت تماس گرفت. صبری به آن‌ها اطلاع داد که صدام مقداری گاز سمی بین قبایل سنی مخفی کرده است و آرزوی ساخت بمب اتمی را در سر دارد اما اقدامی در این زمینه نکرده است. همچنین صدام هیچ جنگ‌افزار میکروبی تولید و انبار نکرده ولی برنامه‌ای برای تحقیق در مورد آن در سر دارد. بنابر گفته‌های سیدنی بلومنثال فعال سیاسی و روزنامه‌نگار آمریکایی، جرج تنت در ۲۷ شهریور ۱۳۸۱ (۱۸ سپتامبر ۲۰۰۲) به بوش اطلاع داد که صبری به آن‌ها گفته که عراق دارای جنگ‌افزارهای کشتار جمعی نیست.
کمیسیون اطلاعاتی مجلس نمایندگان ایالات متحده در تاریخ ۳۱ خرداد ۱۳۸۵ (۲۱ ژوئن ۲۰۰۶) نکاتی کلیدی از یک گزارش طبقه‌بندی‌شده از مرکز اطلاعات نیروی زمینی ارتش آمریکا پیرامون بازیابی مقدار کمی از مهمات شیمیایی تضعیف‌شده منتشر کرد. در این گزارش آمده بود «نیروهای ائتلاف حدوداً ۵۰۰ جنگ‌افزار شیمیایی در عراق پیدا کرده‌اند که حاوی عامل شیمیایی تضعیف‌شدهٔ سارین یا خردل بوده‌اند.» با این حال به نظر می‌رسد تمام آن‌ها متعلق به پیش از جنگ اول خلیج فارس بوده باشند.

#### سلاح‌های میکروبی
اطلاعاتی که سازمان اطلاعاتی آلمان از یک پناهندهٔ سیاسی با اسم رمز «کروبال» (Curveball) به دست آورد مدارکی بودند که کالین پاول به عنوان ادلهٔ وجود یک برنامهٔ فعال ساخت جنگ‌افزارهای میکروبی در اختیار شورای امنیت سازمان ملل قرار داد. این پناهنده (رافد احمد علوان) در تاریخ ۲۶ بهمن ۱۳۸۹ (۱۵ فوریه ۲۰۱۱) در مصاحبه با خبرنگاران گاردین اذعان کرد که اطلاعاتی که وی در اختیار آژانس اطلاعات فدرال آلمان گذاشته دروغ بوده و او این کار را برای تقویت پرونده علیه صدام حسین انجام داده است زیرا آرزوی سقوط وی از قدرت را در سر داشته.

#### دیدگاه‌های پس از جنگ
تونی بلر نخست‌وزیر بریتانیا در دسامبر ۲۰۰۹ گفت که او «هنوز هم بر این باور است که ساقط کردن [صدام حسین] فارغ از این که وی دارای سلاح‌های کشتار جمعی بوده است یا خیر، کار درستی بوده است.» گزارش چیلکات که تحقیقی پیرامون دلایل ورود بریتانیا و نتایج آن بود در تیر ۱۳۹۵ (ژوئیه ۲۰۱۶) منتشر شد و در آن اذعان شد که صدام حسین تهدیدی برای منافع بریتانیا نبود و هیچ دلیل لازمی برای ورود این کشور به این جنگ وجود نداشته است.

### تمهیدات جنگ عراق

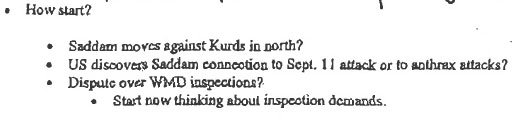
منتخبی از پانویس دونالد رامسفلد، وزیر دفاع وقت آمریکا مورخ ۶ آذر ۱۳۸۰ (۲۷ نوامبر ۲۰۰۱) در خصوص توجیهات احتمالی برای حمله به عراق. ترجمهٔ تصویر بالا از این قرار است:
چگونه آغاز شود؟
صدام علیه کردها در شمال تحرکاتی انجام می‌دهد؟
آمریکا ارتباط بین صدام و حملات ۱۱ سپتامبر یا حملات دیگر را کشف می‌کند؟
مناقشه پیرامون بازرسی‌های جنگ‌افزارهای کشتار جمعی؟
حالا شروع به فکر در مورد خواسته‌های بازرسی کن.

تیم امنیت ملی دولت بوش در روزهای پس از ۱۱ سپتامبر فعالانه در پی توجیه حمله به عراق بود. پانویسی که توسط رامسفلد وزیر دفاع وقت آمریکا مورخ ۶ آذر ۱۳۸۰ (۲۷ نوامبر ۲۰۰۱) نوشته شده جنگی میان عراق و آمریکا را بررسی می‌کند. بخشی از این پانویس نوشته شده «چگونه آغاز شود؟» و در بندهای بعدی توجیهات حملهٔ آمریکا به عراق آمده است.
در سال ۲۰۰۲ حجم پروازهای جنگنده‌های آمریکایی و بریتانیایی بر فراز منطقه پرواز ممنوع عراق به نسبت سال قبل افزایش پیدا کرد و در ماه اوت (شهریور ۱۳۸۱) «تبدیل به یک حملهٔ هوایی کامل» شد. تامی فرانکس یکی از فرماندهان آمریکایی نیروهای ائتلاف بعدها عنوان کرد که این بمباران‌ها به منظور «تضعیف» سامانهٔ پدافند هوایی عراق پیش از جنگ طراحی شده بودند.

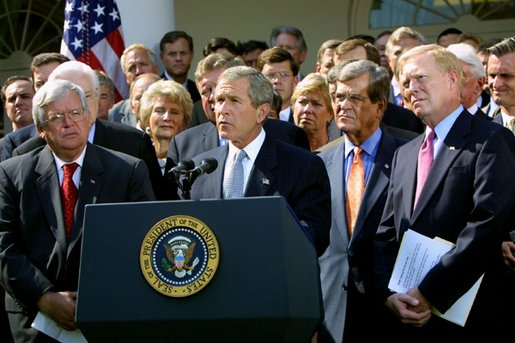
جرج بوش، رئیس‌جمهور وقت ایالات متحده در میان رؤسای مجالس نمایندگان و سنای آمریکا خبر تصویب طرح مشترک مجوز استفاده از نیروهای مسلح علیه عراق را اعلام می‌کند (۱۰ مهر ۱۳۸۱).

در اکتبر ۲۰۰۲ (مهر ۱۳۸۱) چند روز پیش از آن که سنای آمریکا به طرح مشترک مجوز کاربرد نیروهای مسلح آمریکا علیه عراق رأی دهد، در جلسه‌ای غیر علنی به حدود ۷۵ سناتور این‌طور گفته شد که عراق توانایی دارد ساحل شرقی آمریکا را با پهپاد مورد اصابت بمب‌های شیمیایی و میکروبی قرار دهد. کالین پاول در ۱۶ بهمن ۱۳۸۱ (۵ فوریه ۲۰۰۳) مدارک بیشتری در مورد برنامه جنگ‌افزارهای کشتار جمعی عراق به شورای امنیت سازمان ملل ارائه کرد و در آن عنوان کرد که پهپادهای عراقی آمادهٔ حمله به آمریکا هستند. در آن زمان بحث‌های شدیدی بین نیروهای اطلاعاتی و نظامی ایالات متحده حول این مسئله که نتایج سازمان سیا در مورد پهپادهای عراقی صحت دارد یا خیر در جریان بود. دیگر سازمان‌های اطلاعاتی آمریکا بر این باور بودند که عراق پهپاد تهاجمی در اختیار ندارد و چند پهپادی که این کشور دارد به منظور انجام عملیات‌های شناسایی و پایش به کار می‌روند. با این وجود مجلس سنای آمریکا در ۱۹ مهر ۱۳۸۱ (۱۱ اکتبر ۲۰۰۲) با حمایت هر دو حزب به طرح مشترک رأی داد و به دولت بوش مجوزی حقوقی تحت قانون آمریکا برای حمله به عراق داد.
این مصوبه با تکیه به قانون اساسی ایالات متحده توسط کنگرهٔ این کشور به رئیس‌جمهور اجازه می‌داد نیروهای نظامی این کشور را برای جنگ علیه خشونت‌ها ضد ایالات متحده به کار گیرد. این مصوبه با یادآوری قانون آزادسازی عراق مصوب ۱۹۹۸ تصریح می‌کرد که سیاست ایالات متحده باید حذف رژیم صدام حسین و حمایت از یک حکومت دموکراتیک باشد. این مصوبه در ۲۴ مهر ۱۳۸۱ (۱۶ اکتبر ۲۰۰۲) به امضای جرج دبلیو بوش رسید.
هانس بلیکس سرپرست بازرسان سازمان ملل در ژانویه ۲۰۰۳ اظهار داشت که «به نظر نمی‌رسد عراق - حتی تا امروز - به پذیرش واقعی خلع سلاح تن داده باشد؛ خلع سلاحی که از عراق خواسته شده بود و لازم بود تا برای جلب اعتماد جهانی و زندگی در آرامش به آن تن دهد.» در میان دیگر مسائلی که وی مورد اشاره قرار داد به ۹۱۰ تن عامل شیمیایی اشاره کرد که به حساب نیامده‌اند و اطلاعات مربوط به عامل اعصاب از قلم افتاده. همچنین «هیچ سند قانع‌کننده‌ای» مبنی بر نابودی ۸۵۰۰ لیتر عامل سیاه‌زخمی که وجود آن‌ها اعلام شده بود ارائه نشده است.
در سخنرانی وضعیت کشور آمریکا توسط جرج بوش در سال ۲۰۰۳ گفته شد «ما می‌دانیم که عراق در اواخر دههٔ ۱۹۹۰ دارای آزمایشگاه‌های سیار میکروبی بوده است.» در ۱۶ بهمن ۱۳۸۱ کالین پاول به شورای امنیت آمد تا مدارک خود مبنی بر وجود سلاح‌های نامتعارف در عراق را ارائه دهد. دولت فرانسه هم بر این باور بود که عراق دارای مقادیری عامل سیاه‌زخم و بوتولیسم است و توانایی تولید عامل اعصاب را هم دارد. در ماه مارس بلیکس عنوان کرد که در بازرسی‌ها پیشرفت‌هایی به دست آمده و هیچ نشانی از جنگ‌افزارهای کشتار جمعی یافت نشده است.
در اوایل ۲۰۰۳ دولت‌های ایالات متحده، بریتانیا و اسپانیا پیش‌نویس طرحی مشهور به «قطعنامهٔ هجدهم» برای تصویب یک ضرب‌الاجل برای عراق به منظور اجابت قطعنامه‌های قبلی یا حملهٔ نظامی را به شورای امنیت ارائه دادند. این پیش‌نویس متعاقباً به دلیل عدم حمایت اعضای شورای امنیت پس گرفته شد. به‌طور خاص اعضای ناتو از قبیل فرانسه، آلمان و کانادا و اعضای غیرناتو یعنی روسیه به دلیل خطرات زیاد دخالت نظامی در عراق برای امنیت جامعهٔ بین‌الملل با این طرح مخالفت کردند و از راه‌های دیپلماتیک برای حل بحران خلع سلاح عراق حمایت کردند.
کاخ سفید در ۱۱ بهمن ۱۳۸۱ (۳۱ ژانویه ۲۰۰۳) شاهد برگزاری جلسه‌ای بین جرج دبلیو بوش و تونی بلر بود. پانویسی محرمانه‌ای که از این جلسه درز کرده نشان می‌دهد دولت بوش در همان زمان تصمیم به یورش به عراق گرفته بود. گفته می‌شود که بوش در حال کار روی این ایده بود که یک هواپیمای جاسوسی لاکهید یو-۲ را به رنگ نیروهای سازمان ملل درآورد و آن را در سطح پایین روی عراق به پرواز درآورد و پس از آن که نیروهای عراقی به سمت آن شلیک کردند پیش‌زمینهٔ لازم برای حملهٔ ایالات متحده و بریتانیا برای حمله به این کشور فراهم خواهد آمد. بوش و بلر توافقی سری مبنی بر حمله به عراق بدون در نظر گرفتن نتایج بازرسی‌های سازمان ملل کردند. این توافق برخلاف سخنرانی بود که بلر در مقابل مجلس عوام بریتانیا ایراد کرده بود. در این پانویس از قول بوش آمده است که «تاریخ آغاز لشکرکشی الان روز ۱۰ مارس مقرر شد. این تاریخی است که بمباران آغاز می‌شود.» بوش به بلر گفت که او «فکر می‌کند درگیری تن به تن بین گروه‌های دینی و قومیتی در عراق پس از جنگ بعید است.»

### مخالفت با جنگ
در تاریخ ۱۶ اکتبر ۲۰۰۲ اجازه‌نامه بکارگیری نیروی نظامی علیه عراق توسط رئیس‌جمهور وقت آمریکا جورج دابلیو بوش امضاء شد. رئیس‌جمهور سابق آمریکا بیل کلینتون در مهرماه ۱۳۸۱ (اکتبر ۲۰۰۲) در مورد خطرات احتمالی حملهٔ نظامی پیشدستانه به عراق هشدار داد. وی که در کنفرانس حزب کارگر سخنرانی می‌کرد گفت: «حملهٔ پیش‌دستانهٔ شما امروز هر چقدر هم که قانع‌کننده باشد احتمالاً در آینده با نتایج ناخوشایندی باز خواهد گشت… برای من مهم نیست که بمب‌های شما چقدر دقیق هستند، وقتی آن‌ها را شلیک کنید مردم بی‌گناه کشته می‌شوند.» اکثریت دموکرات‌ها در کنگره با مجوز استفاده از نیروی نظامی علیه عراق در سال ۲۰۰۲ مخالفت کردند. سناتور جیم وب کمی پیش از رای‌گیری نوشت: «آن‌ها که طرفدار جنگی یک‌سویه در عراق هستند خوب می‌دانند که اگر حمله کنیم راه خروج نداریم.»

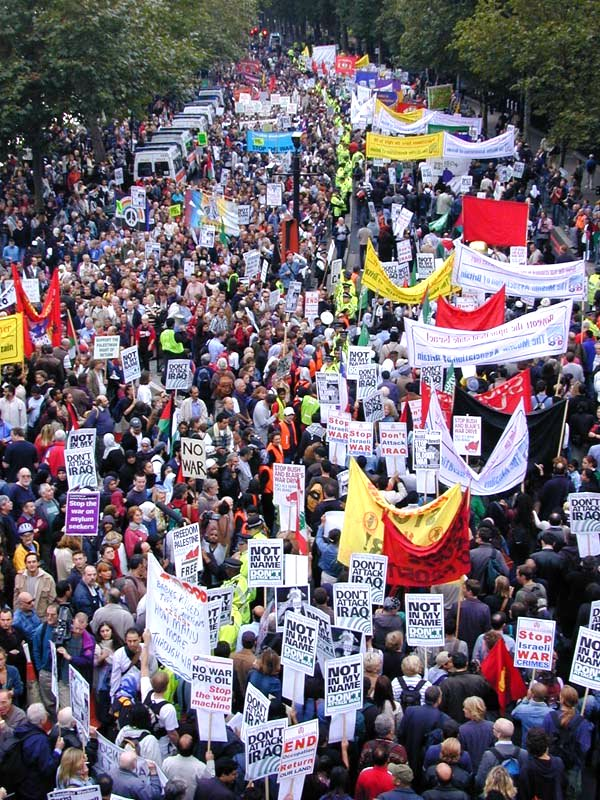
مخالفت‌های ضدجنگ عراق در لندن، شهریور ۱۳۸۱. این تظاهرات توسط ائتلاف «جنگ را متوقف کنید» هماهنگ شده بود و بیش از ۴۰۰۰۰۰ نفر در آن شرکت کردند.

وزیر امور خارجه فرانسه، دومینیک دو ویلپن در ۳۰ دیماه ۱۳۸۱ (۲۰ ژانویه ۲۰۰۳) اعلام کرد «به نظر ما دخالت نظامی بدترین راه‌حل است.» در همان زمان گروه‌های ضدجنگ در سراسر جهان دست به تظاهرات زدند. بنابر تخمین یک استاد دانشگاه فرانسوی به نام دومینیک رینی، ۱۳ دی ۱۳۸۱ تا ۲۳ فروردین ۱۳۸۲، ۳۶ میلیون نفر در دنیا در حدود ۳۰۰۰ راه‌پیمایی علیه جنگ عراق شرکت کردند. تظاهرات روز ۲۶ بهمن ۱۳۸۱ (۱۵ فوریه ۲۰۰۳) بزرگ‌ترین در نوع خود بود. نلسون ماندلا در اوایل بهمن اعتراض خود را اعلام کرد و گفت «تنها چیزی که (آقای بوش) می‌خواهد نفت عراق است.»
یکی از فرماندهان ارشد نیروی زمینی آمریکا به نام اریک شینسِکی در ۶ اسفند ۱۳۸۱ به کمیسیون نیروهای مسلح سنای آمریکا اعلام کرد برای حفظ امنیت عراق «به چند صدهزار سرباز» نیاز است. دو روز بعد رامسفلد گفت که نیروهای مورد نیاز برای بعد از جنگ کمتر از تعداد نیروهایی است که برای پیروزی در این جنگ مورد نیاز است و «این نظر که به چند صد هزار سرباز نیاز است درست نیست». پل ولفوویتز معاون وزیر دفاع آمریکا هم تخمین ژنرال شینسِکی را اشتباه خواند زیرا معتقد بود که سایر کشورها نیز به عنوان نیروی اشغالگر عمل خواهند کرد.
هانس بلیکس در مارس ۲۰۰۳ اعلام کرد که برای اعلام نظر قاطع در مورد خلع سلاح تنها به چند ماه وقت نیاز است اما دولت ایالات متحده اعلام کرد که «دیپلماسی شکست خورده» و این کشور به همکاری با کشورهای ائتلاف ادامه خواهد داد تا عراق را از سلاح‌های کشتار جمعی خالی کند. دولت ایالات متحده ناگهان از بازرسان سازمان ملل خواست به سرعت بغداد را ترک کنند.
سوالات حقوقی زیادی در مورد آغاز حمله به عراق و دکترین بوش مبنی بر جنگ پیش‌دستانه وجود داشته است. در ۲۶ شهریور ۱۳۸۳ (۱۶ سپتامبر ۲۰۰۴) کوفی عنان دبیرکل وقت سازمان ملل متحد با اشاره به این تهاجم گفت: «من گفته‌ام که این [حمله] طبق منشور سازمان ملل نیست. از نظر ما و از نظر منشور این [حمله] غیرقانونی است.»
لرد بینگهام انگلیسی در آبان ۱۳۸۷ این جنگ را مصداق تخطی از قوانین بین‌المللی دانست و دولت‌های بریتانیا و آمریکا را «ویژیلانتههای جهانی» خطاب کرد. او وضعیت بریتانیا در عراق پس از جنگ را با عنوان «یک کشور اشغالگر» توصیف کرد. همچنین وی با اشاره به رفتارهای آمریکایی‌ها در زندان ابوغریب گفت: «چیزی که خاطر طرفداران قانون را می‌آزارد این نکته است که برخی سران عالی دولت بوش اهمیتی به لزوم مشروعیت بین‌المللی نمی‌دهند.» در تیرماه ۱۳۸۹ نیک کلگ معاون نخست‌وزیر پادشاهی متحد (انگلستان) طی جلسه‌ای در پارلمان، حمله به عراق را به دلیل غیرقانونی بودن آن محکوم کرد. فرانسیس فوکویاما نیز گفته است: «جنگ عراق و ارتباط نزدیکی که بین یورش نظامی و پیشبرد دموکراسی ایجاد کرد باعث زیر سؤال رفتن دموکراسی شد.»

## حمله

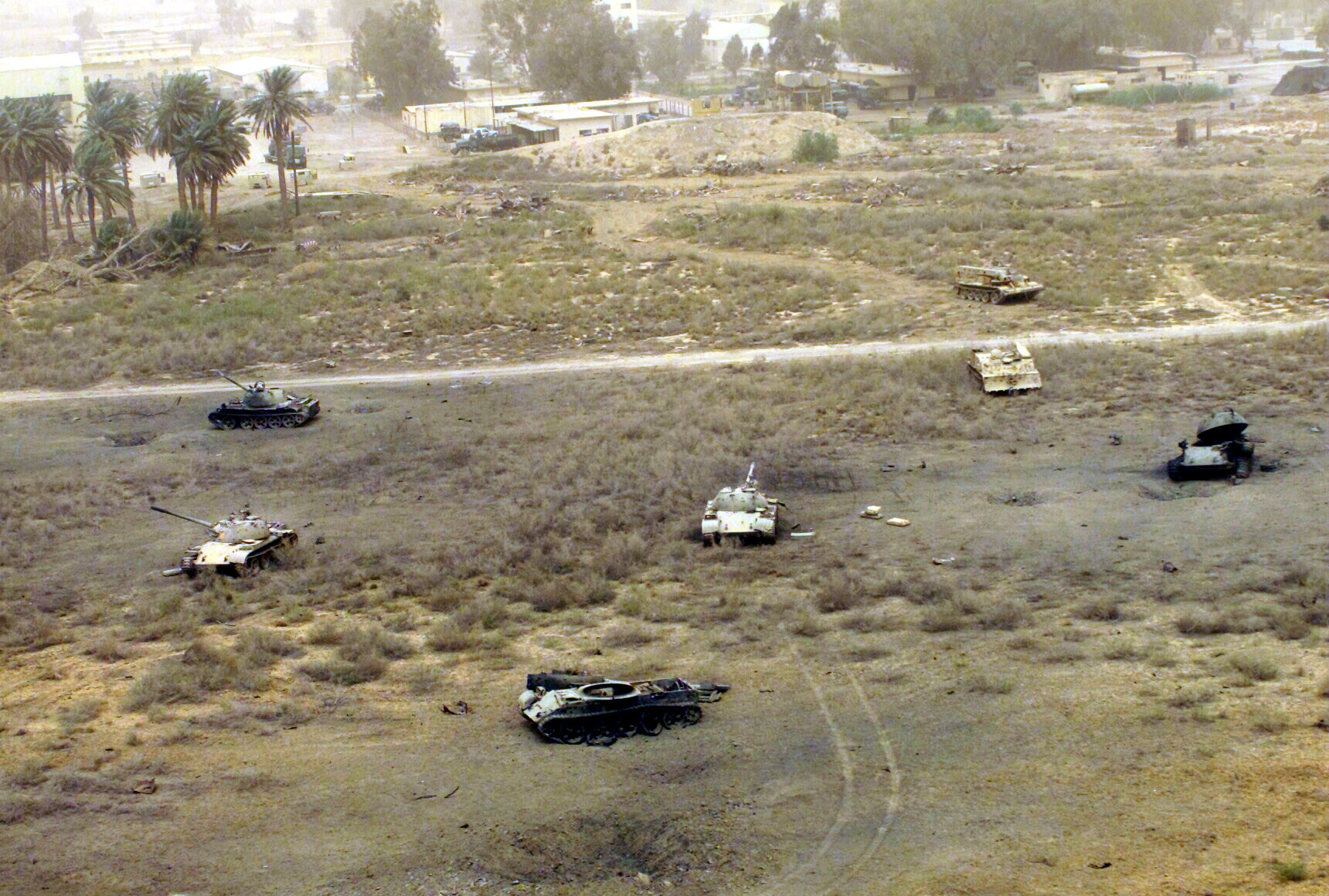
بقایای تانک‌های منهدم‌شدهٔ عراقی نزدیک قادسیه

نخستین تیمِ آژانس اطلاعات مرکزی آمریکا (سیا) در روز ۱۹ تیر ۱۳۸۱ (۱۰ ژوئیه ۲۰۰۲) وارد عراق شدند. این تیم شامل اعضای بخش مأموریت‌های ویژهٔ سازمان سیا (SAD) بود. بعدها اعضای نخبهٔ قرارگاه مشترک عملیات‌های ویژهٔ ارتش آمریکا (JSOC) نیز به آن‌ها پیوستند. این دو با هم شرایط لازم برای حملهٔ نیروهای متعارف را فراهم نمودند. فعالیت این نیروها متقاعد کردن بسیاری از فرماندهان لشکرهای ارتش عراق به تسلیم و تشخیص رهبران هدف در طول عملیات‌های بسیار پرخطر شناسایی بود.
این گروه توانست در شمال عراق گروه‌های پیشمرگهٔ کرد را سازماندهی کرده و جبههٔ شمالی را به وجود آورد. آن‌ها توانستند پیش از ورود نیروهای ائتلاف انصارالاسلام را در کردستان عراق شکست دهند و سپس ارتش عراق را در شمال این کشور شکست دهند. شکست انصارالاسلام باعث مرگ بسیاری از پیکارجویان و کشف تأسیسات جنگ‌افزارهای شیمیایی سرگات شد.

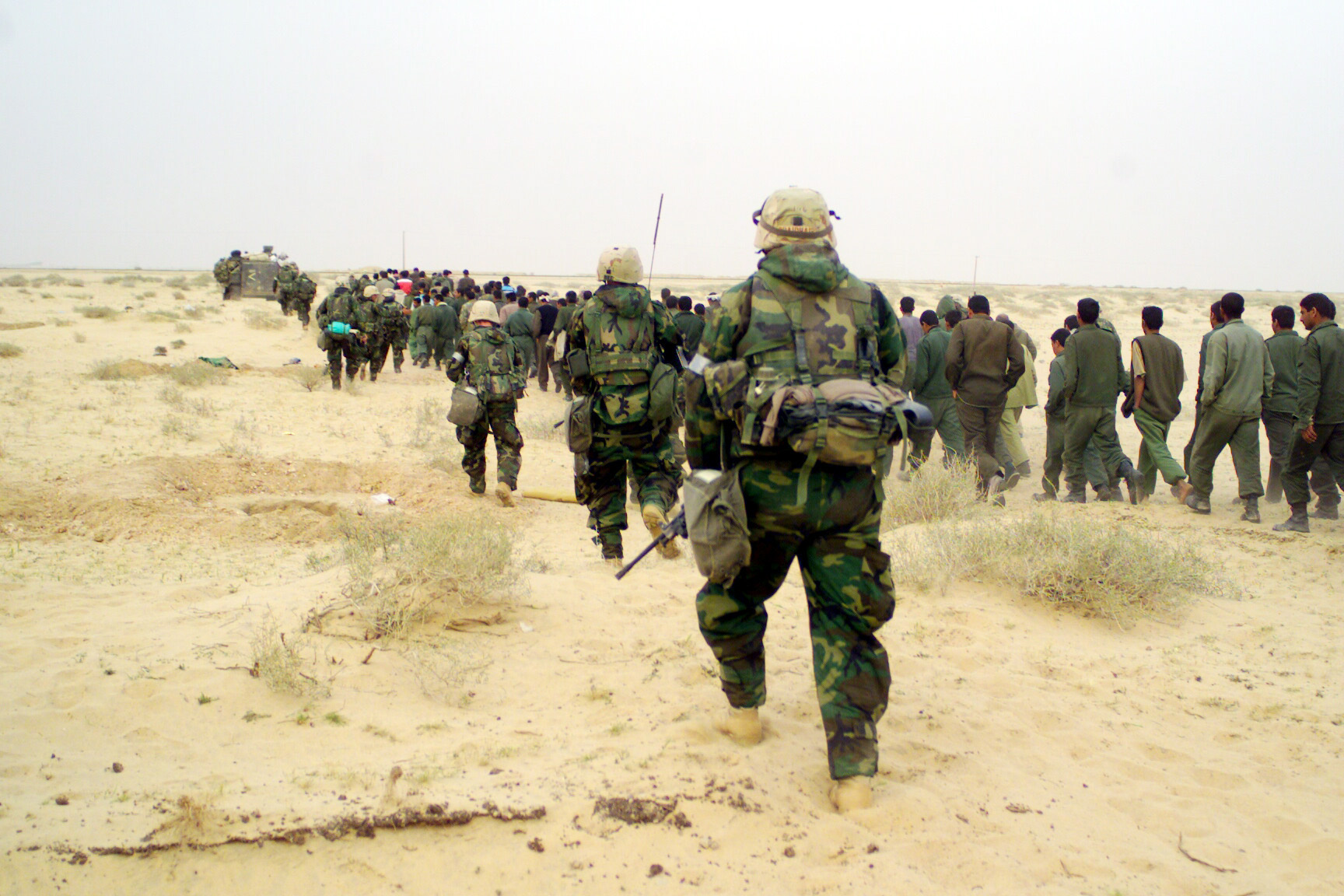
تفنگداران آمریکایی اسرای جنگی را به منطقه‌ای تصرف‌شده در بیابان‌های بغداد می‌برند. (۱ فروردین ۱۳۸۲)

در ساعت ۵:۳۴ بامداد به وقت بغداد (۶:۰۴ به وقت تهران) در ۲۹ اسفند ۱۳۸۱ (۲۰ مارس ۲۰۰۳) حملهٔ غافلگیرانه به عراق آغاز شد. پیش از شروع هیچ اعلان جنگی داده نشد. حمله به عراق در سال ۲۰۰۳ به فرماندهی ژنرال آمریکایی تامی فرنکس با اسم رمز «عملیات آزادی عراق» (Operation Iraqi Freedom) برای نیروهای آمریکایی، اسم رمز «عملیات هدفمند» (Operation Telic) برای نیروهای انگلیسی و اسم رمز «عملیات قوش‌باز» (Operation Falconer) برای نیروهای استرالیایی انجام شد. نیروهای ائتلاف با سربازان پیشمرگهٔ کرد در شمال عراق نیز همکاری کردند. تقریباً چهل کشور دیگر با عنوان «ائتلاف راغِبان» با ارسال نیرو، تجهیزات، خدمات و نیروهای حفاظتی و ویژه در این جنگ شرکت کردند. ۲۴۸٬۰۰۰ سرباز از ایالات متحده، ۴۵٬۰۰۰ سرباز از بریتانیا، ۲٬۰۰۰ سرباز از استرالیا، ۱۹۴ سرباز ویژه از لهستان به کویت اعزام شدند تا آمادهٔ حمله شوند. همچنین این حمله توسط ۷۰٬۰۰۰ سرباز پیشمرگهٔ کرد نیز پشتیبانی می‌شد.
بنابر اظهارات ژنرال تامی فرنکس اهداف این حمله عبارت بودند از «نخست، نابودی رژیم صدام حسین. دوم، شناسایی، جداسازی و نابودی جنگ‌افزارهای کشتار جمعی عراق. سوم، جستجو و دستگیری تروریست‌ها و بیرون کردن آن‌ها از آن کشور. چهارم، گردآوری اطلاعات پیرامون شبکه‌های تروریست‌ها. پنجم، گردآوری اطلاعات پیرامون شبکهٔ جهانی جهانی جنگ‌افزارهای کشتار جمعی. ششم، پایان‌دهی به تحریم‌ها و فرستادن کمک‌های انسان‌دوستانه به بی‌خانمان‌ها و بسیاری از شهروندان عراقی. هفتم، ایمن ساختن چاه‌های نفت عراق که به مردم این کشور تعلق دارد؛ و در پایان، کمک به عراقی‌ها برای ایجاد شرایط لازم به منظور بر پا نمودن حکومتی عراقی که نمایندهٔ آن‌ها باشد.»

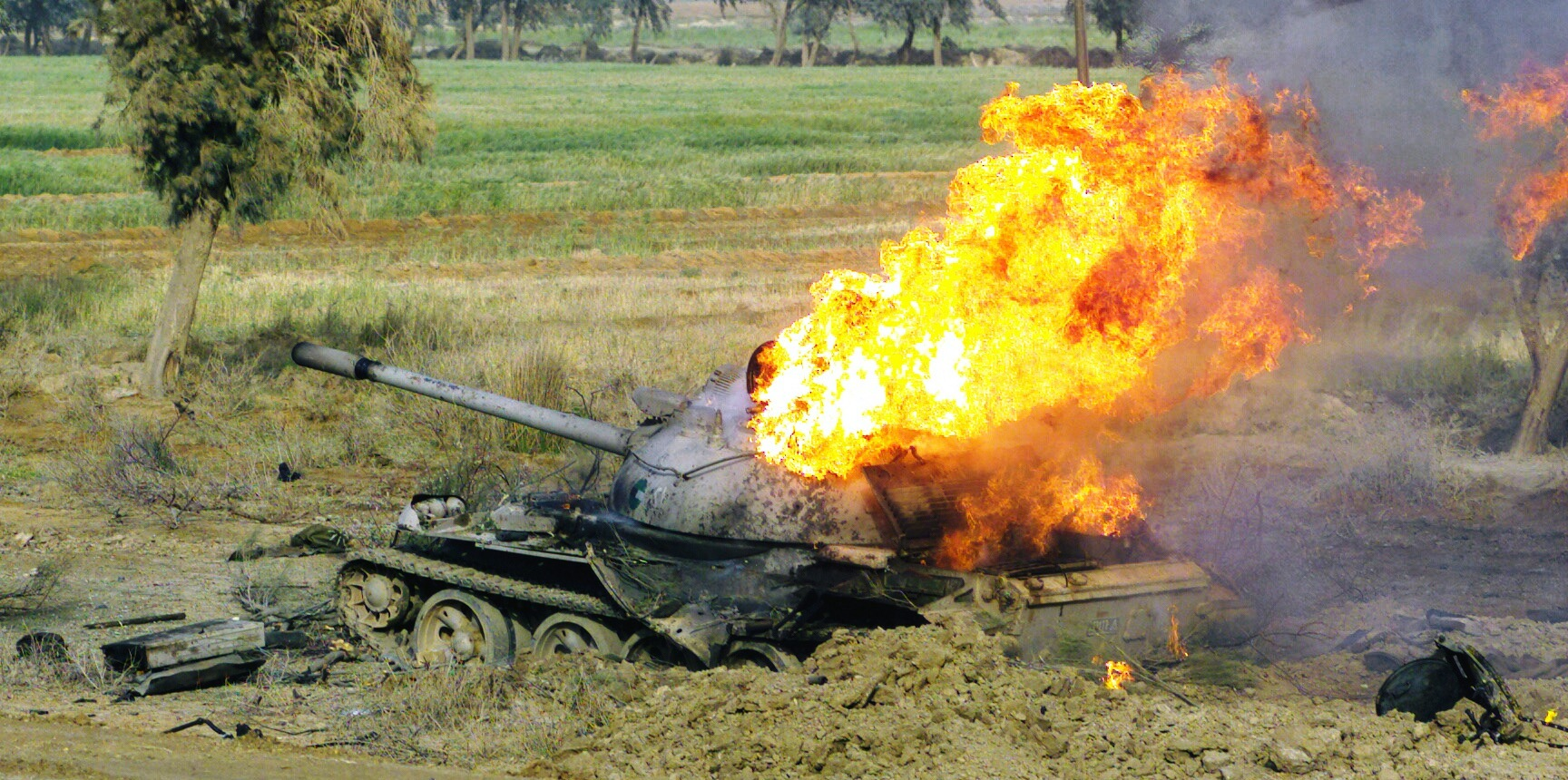
تانک عراقی که در بزرگراه ۲۷ در اردیبهشت ۱۳۸۲ منهدم شده است.

این یورش یک عملیات تند و قاطع بود که با مقاومت مواجه شد؛ هر چند که این مقاومت به حدی نبود که نیروهای ایالات متحده و بریتانیا انتظار داشتند. رژیم عراق آماده شده بود تا در یک زمان به شکل متعارف و نامنظم با متخاصمان بجنگد به این شکل که در صورت مواجهه با نیروهای برتر متعارف زرهی زمین را واگذار کنند اما توسط سربازانی که لباس مردم عادی و شبه‌نظامیان را به تن دارند از پشت به نیروهای خارجی ضربه بزنند. از آغاز جنگ در عراق برنامه‌های زیادی برای «افزایش توان روانی و جلوگیری از تنش‌های روانی در نیروها» طراحی و اجرا شد.
نیروهای ائتلاف به رهبری آمریکا یورش‌های آبی‌خاکی به شبه‌جزیرهٔ فاو انجام دادند تا از چاه‌های نفت و بندرگاه‌های مهم مراقبت کنند. این نیروها توسط نیروهای دریایی بریتانیا، لهستان و استرالیا پشتیبانی می‌شدند. واحد ۱۵ام سپاه تفنگداران دریایی ایالات متحده که با تیپ سوم کماندوی این کشور و نیروهای ویژهٔ لهستان (گروم) تلفیق شده بودند به بندر ام‌قصر یورش بردند. در همان حال تیپ ۱۶ هوایی ارتش بریتانیا مأمور محافظت از چاه‌های نفت در جنوب عراق بود.

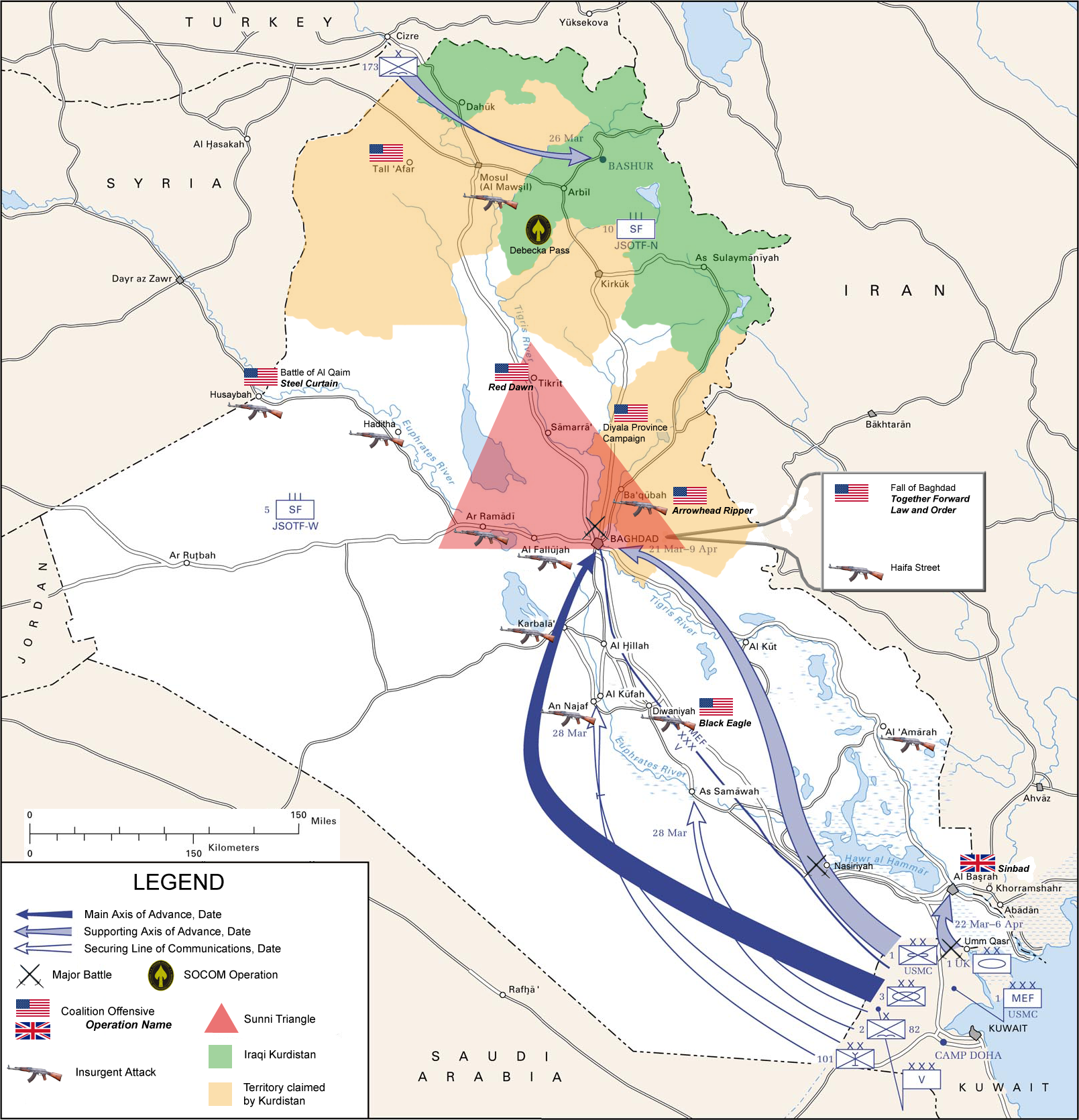
نقشه حمله به عراق به همراه مسیرها و محل عملیات‌های عمده (انتشار: ۲۰۰۷)

یگان‌های زرهی لشکر سوم پیادهٔ آمریکا ابتدا به غرب و سپس به شمال حرکت کردند تا از راه بیابان‌های غربی عراق به سمت بغداد بروند. در همین حین واحد اول تفنگداران دریایی به سمت شرق رفت تا از راه بزرگراه شماره ۱ به سمت مرکز کشور برود. لشکر یکم زرهی بریتانیا از راه مرداب‌های شرقی به سمت شمال حرکت کردند. لشکر یکم تفنگداران آمریکایی از راه شهر ناصریه وارد نبردی برای تصرف یک تقاطع جاده‌ای مهم و فرودگاه طلیل که در آن حوالی بود شدند. لشکر سوم پیادهٔ آمریکا توانست نیروهای عراقی را که داخل و اطراف این فرودگاه را به شدت مراقبت می‌کردند شکست دهد.
پس از آن که لشکر سوم پیاده‌نظام آمریکا از در اختیار داشتن ناصریه و فرودگاه طلیل اطمینان پیدا کرد با پشتیبانی لشکر ۱۰۱ هوابرد آمریکا، راه خود را به سمت شمال برای تصرف نجف و کربلا در پیش گرفت اما توفان شن سهمگینی درگرفت و حرکت تمام نیروهای ائتلاف را به تأخیر انداخت. همچنین توقفی برای اطمینان از خطوط تأمین آماد و پشتیبانی صورت گرفت. هنگامی که بار دیگر نیروها حرکت خود را آغاز کردند اقدام به تأمین نوار کربلا نمودند؛ نواری که بین رود فرات و دریاچه رزازه قرار دارد و مسیر مناسبی برای رسیدن به بغداد است. سپس پل‌های رود فرات را تحت محافظت قرار دادند و نیروهای آمریکایی از طریق این نوار به سمت بغداد سرازیر شدند. لشکر یکم تفنگداران آمریکایی در میان عراق با جنگ مداوم راه خود را به سمت شرق بغداد باز کرد و خود را آمادهٔ یورش به این شعر و اشغال آن نمود.
در شمال، بزرگ‌ترین نیروی عملیات‌های ویژه از زمان یورش پیروزمندانه‌ای که کمی بیش از یک سال پیش به طالبان در افغانستان انجام شد به کار گرفته شد.

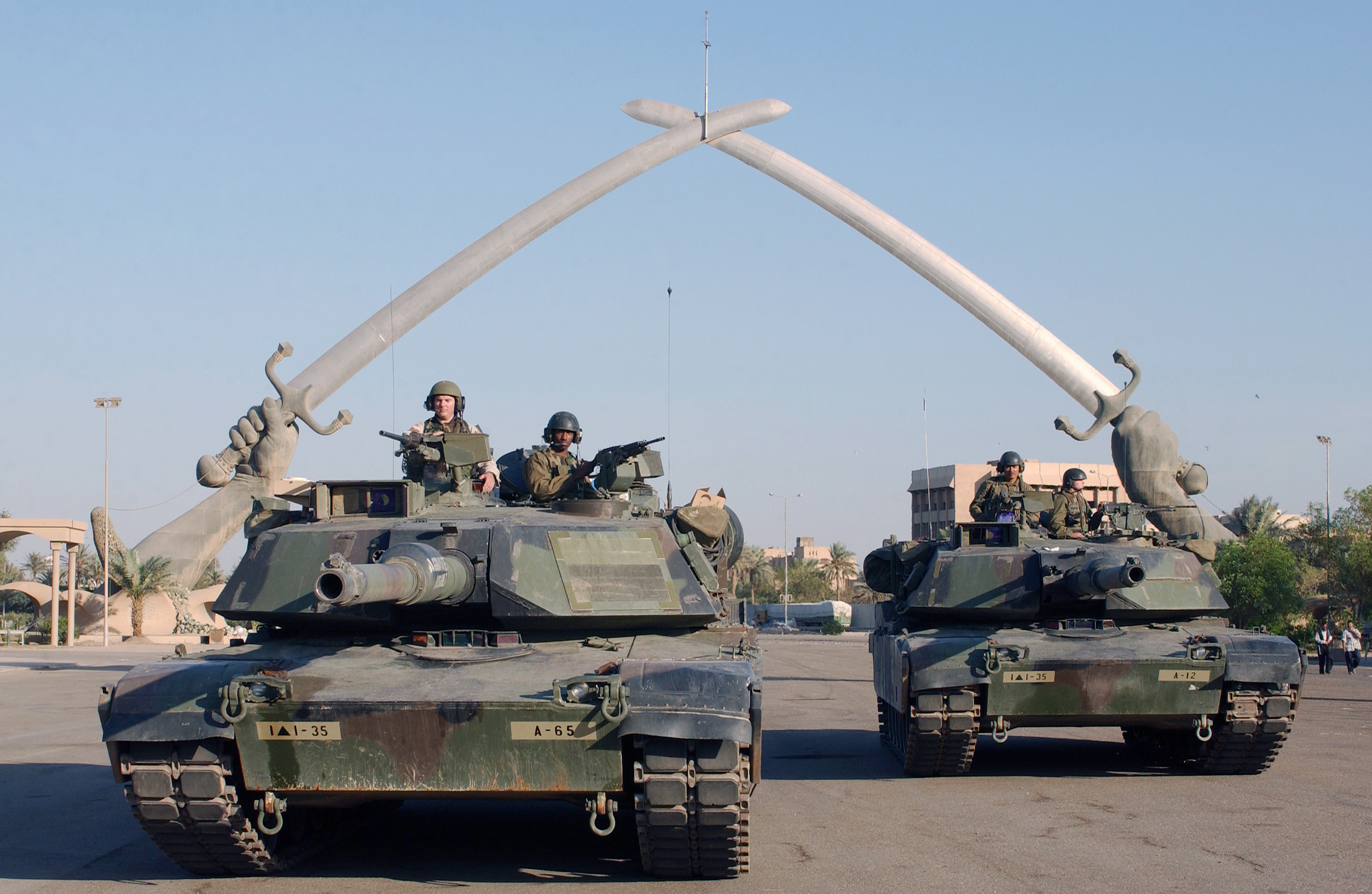
سربازان آمریکایی در حال عبور از بنای دستان پیروزی در بغداد

بغداد در بیستمین روز از فروردین ۱۳۸۲ (۹ آوریل ۲۰۰۳) سقوط کرد و بدین ترتیب ۲۴ سال حکومت صدام حسین به پایان رسید. نیروهای آمریکایی ساختمان‌های وزارتخانه‌های متروک حزب بعث را به تصرف درآوردند و در جریان متلاشی کردن مجسمهٔ آهنی صدام به مدیریت و هدایت اوضاع پرداختند. عکس‌ها و ویدئوهای این رخداد نمادین شدند اما بعدها تا حدودی باعث مجادله گردیدند. در میان تصاویری که از دور ضبط شده بودند می‌شد تصاویر جمعیت برافروخته‌ای را مشاهده کرد که به طرفداری از مقتدی صدر می‌پرداختند. در نوامبر ۲۰۰۸ بار دیگر عراقی‌های معترض در حال پایکوبی دست به سوزاندن پیکرکی از جرج دبلیو بوش زدند. هر چند سقوط ناگهانی بغداد با ابراز قدردانی گستردهٔ مردم همراه بود اما باعث هرج و مرج وسیع نیز گردید، به‌طوری‌که بسیاری به غارت ساختمان‌های دولتی و عمومی پرداختند و با گذشت زمان میزان جرایم افزایش یافت.
بنابر اعلام پنتاگون ۲۳۰ هزار تن از ۵۹۰ هزار تن سازوبرگ ارتش عراق به یغما رفت و منبع گسترده‌ای برای شورشیان گردید. فاز حمله به عراق با اشغال تکریت که مقاومت کوتاهی در مقابل تفنگداران دریایی آمریکا عضو گروه رزمی تریپولی کرد پایان یافت.
تخمین زده می‌شود در مرحلهٔ یورش به عراق که از ۲۹ اسفند ۱۳۸۱ تا ۲۰ فروردین ۱۳۸۲ طول کشید حدود ۳۰۰۰۰ رزمندهٔ عراقی و ۳۷۵۰ غیررزمنده (شهروندانی که سلاح به دست نگرفتند) توسط نیروهای ائتلاف کشته شدند. نیروهای ائتلاف از مرگ ۱۳۹ نظامی ایالات متحده و ۳۳ نظامی بریتانیا در جریان حمله به عراق خبر دادند.

## پس از حمله

### ۲۰۰۳: آغاز شورش‌ها
جرج دبلیو بوش رئیس‌جمهور وقت آمریکا در ۱۱ اردیبهشت ۱۳۸۲ (۱ مه ۲۰۰۳) از ناو هواپیمابر یواس‌اس آبراهام لینکلن که در غرب شهر سن‌دیگو ایالت کالیفرنیا قرار داشت بازدید کرد. وی هنگام غروب آفتاب روی عرشهٔ پرواز کشتی، سخنرانی مشهور خود با عنوان «پایان موفقیت‌آمیز عملیات» را که از تلویزیون ملی پخش می‌شد در برابر ملوانان و هوانوردان ادا کرد.
با این حال مسئلهٔ صدام همچنان وجود داشت. نیروهای ائتلاف بعد از سخنرانی بوش شاهد افزایش تدریجی حملات ناگهانی به نیروهای خود در مناطق گوناگون به‌ویژه در «مثلث سنی» شدند. ارتش عراق و گارد ویژهٔ ریاست جمهوری این کشور پیش از حملهٔ آمریکا صدها انبار مهمات ایجاد کرده بود. نخستین شورشی‌های عراق از همین انبارها تغذیه می‌شدند.
نخستین هسته‌های مقاومت را فدائیان صدام و وفاداران به حزب بعث ایجاد کردند اما به زودی تندروهای مذهبی و عراقیانی که از اشغال کشورشان خشمگین بودند به مقاومت برخاستند. تسنن افراطی با شبه نظامیان القاعده برهبری ابومصعب الزرقاوی در استان‌های بغداد، انبار و صلاح‌الدین بیش از دیگر استان‌ها شاهد حملات شورشی‌ها بودند. هر چند این استان‌ها تنها ۳۵٪ جمعیت عراق را تشکیل می‌دهند اما تا ۱۴ آذر ۱۳۸۵ مسئول ۷۳٪ قتل‌های سربازان آمریکایی بودند.
همچنین شیعیان نیز برهبری روحانی جوان مقتدی صدر دست به اعتراضات سیاسی و تشکیل شبه نظامیان جیش المهدی نمودند که در نواحی جنوبی عراق نجف، بصره، کوفه و اطراف بغداد شهرک صدر و مناطق شیعه نشین فعالیت می‌کردند.
شورشی‌ها تاکتیک‌های چریکی مثل موشکاندازی، حملهٔ انتحاری، تک‌تیراندازی، بمب‌های کنار جاده‌ای، خودروهای بمب‌گذاری‌شده، تفنگ‌های تهاجمی، آرپی‌جی و همچنین خرابکاری در منابع نفت و زیرساخت‌های آب و برق را به کار می‌بردند.
تلاش‌های ائتلاف حمله به عراق پس از موفقیت در سرنگونی رژیم صدام، آغاز شد. کشورهای ائتلاف به همراه سازمان ملل در صدد تشکیل دولتی دموکراتیک که توان دفاع از خود در برابر نیروهای غیرائتلاف و همچنین جدایی‌خواهان داخلی را داشته باشد برآمدند.
در آن زمان نیروهای نظامی ائتلاف چندین عملیات در کنار شبه‌جزیرهٔ رود دجله و در مثلث سنی انجام دادند. چندین سری از عملیات‌های مشابه در طول تابستان در این مثلث انجام شد. با نزدیک شدن به پایان ۲۰۰۳ شدت و حدت حملات شورشی‌ها بیشتر می‌شد. موج ناگهانی حملات چریکی و تقارن آن با شروع ماه رمضان باعث شد تا اصطلاح آفند رمضان برای این حملات استفاده شود.
نیروهای ائتلاف برای مقابله با این آفند برای اولین بار پس از پایان جنگ عراق، از حملهٔ هوایی و توپخانه استفاده کردند تا کمین‌های مشکوک و پایگاه‌های پرتاب خمپاره را نابود کنند. پایش راه‌های اصلی، تعداد گشت‌ها و میزان حملات به افراد مشکوک افزایش یافت. همچنین دو روستا شامل زادگاه صدام به نام العوجه و ابوهشمه با سیم خاردار محاصره شد و به شدت تحت پایش قرار گرفت.

#### حکومت ائتلاف موقت و گروه بازرسی عراق
نیروهای اشغالگر عراق کمی پس از شکست صدام حسین حکومتی با عنوان ائتلاف موقت در این کشور ایجاد کردند تا به عنوان یک حکومت انتقالی عمل کند. این حکومت با اتکا به قطعنامه ۱۴۸۳ شورای امنیت سازمان ملل (۲۲ مه ۲۰۰۳) و قوانین جنگ، خود را واجد تشکیل قوای مجریه، مقننه و قضائیه می‌دانست. این حکومت از ۲۱ آوریل ۲۰۰۳ تا ۲۸ ژوئن ۲۰۰۴ به‌مدت چهارده ماه تمامی اختیارات عراق را در دست داشت
در ابتدای کار، جی گارنر که یک افسر سابق ارتش آمریکا بود ریاست حکومت ائتلاف موقت را بر عهده داشت اما انتصاب وی مدت زیادی طول نکشید تا این که در ۱۱ مه ۲۰۰۳ جرج دبلیو بوش، پل برمر را جانشین او کرد. حاکم جدید در نخستین روز کاری خود مورخ ۱۶ مه ۲۰۰۳ دستور شمارهٔ یک حکومت ائتلاف موقت مبنی بر ممنوعیت ورود اعضای حزب بعث در دولت جدید را ابلاغ کرد. این دستور باعث شد ۸۵٬۰۰۰ تا ۱۰۰٬۰۰۰ عراقی از شغل‌های خود کنار گذاشته شوند. در میان این افراد می‌شود به ۴۰٬۰۰۰ معلم اشاره کرد که صرفاً برای ادامهٔ شغل خود مجبور به عضویت در حزب بعث شده بودند. ژنرال سانچز از نیروی زمینی ارتش آمریکا در آن زمان اعلام کرد که این تصمیم یک «شکست فاجعه‌بار» است. برمر در ژوئیه ۲۰۰۴ با به پایان رسیدن حکومت ائتلاف موقت از سمت خود برکنار و از عراق خارج شد.
یکی دیگر از گروه‌هایی که توسط اشغالگران چندملیتی عراق تشکیل شد گروه بازرسی عراق نام داشت که شامل ۱۴۰۰ عضو بود. این گروه به منظور یافتن حقیقت پیرامون برنامه‌های جنگ‌افزارهای کشتار جمعی عراق تشکیل شده بود. انتشار گزارش این گروه در سال ۲۰۰۴ که به گزارش دولفر شهرت یافت نشان داد که عراق دارای جنگ‌افزارهای کشتار جمعی قابل اعتنا نیست.

#### دستگیری سران دولت سابق
نیروهای اشغالگر چندملیتی عراق به رهبری آمریکا در تابستان ۲۰۰۳ روی دستگیری سران سابق دولت عراق تمرکز کردند. یورشی که در ۲۲ ژوئیه (۳۱ تیر ۱۳۸۲) آن سال توسط لشکر ۱۰۱ هوابرد آمریکا و گروه رزمی ۲۰ انجام گرفت باعث مرگ پسران صدام (عدی و قصی) به همراه یکی از نوه‌های او شد. به‌طور کلی بیش از ۳۰۰ فرمانده و رهبر بعثی از دولت پیشین و تعداد زیادی از عوامل پایین‌رتبهٔ آن رژیم کشته یا دستگیر شدند.
دستگیری صدام در روز ۱۳ دسامبر ۲۰۰۳ (۲۲ آذر ۱۳۸۲) در عملیات سپیده‌دم سرخ نزدیک تکریت در یک مزرعه، در یک پناهگاه زیرزمینی، مهم‌ترین رویداد در میان رشته دستگیری‌های آن سال بود. این عملیات توسط لشکر چهارم پیاده نیروی زمینی آمریکا و اعضای گروه رزمی ۱۲۱ انجام گرفت. اطلاعاتی که منجر به دستگیری صدام شد از اعضای خانواده و محافظان شخصی سابق وی به دست آمده بود.
با دستگیری صدام حسین و کاهش حملات شورشی‌ها در عراق بسیاری به این نتیجه رسیدند که نیروهای ائتلاف در جنگ علیه شورشیان به پیروزی رسیده‌اند. دولت ائتلاف موقت شروع به آموزش نیروهای امنیتی عراقی به منظور تأمین امنیت شهرها کرد. ایالات متحده نیز قول داد تا ۲۰ میلیون دلار به صورت اعتباری در عوض درآمدهای نفتی عراق در آینده در اختیار این کشور بگذارد تا برای بازسازی عراق هزینه شود. درآمدهای نفتی هم برای بازسازی مدارس و کار روی زیرساخت‌های برق و پالایش به کار گرفته می‌شد.
عناصری که از حکومت ائتلاف موقت بیرون مانده بودند کمی پس از دستگیری صدام اقدام به تحریک برای برگزاری انتخابات و تشکیل دولت موقت عراق کردند. در میان آن‌ها می‌توان به آیت‌اله العظمی علی سیستانی اشاره کرد. در آن زمان حکومت ائتلاف موقت با برگزاری انتخابات دموکراتیک مخالفت کرد. شورشی‌ها فعالیت‌های خود را افزایش دادند. دو مرکز پرآشوب در آن هنگام عبارت بودند از مناطق حوالی فلوجه و بخش‌های فقیرنشین شیعه شهرک صدر در بغداد تا بصره در جنوب.

### ۲۰۰۴: گسترش شورش‌ها
آغاز سال ۲۰۰۴ (دی ۱۳۸۲) با آرامش نسبی در خشونت‌ها همراه بود. نیروهای شورشی در این مدت به بررسی تاکتیک‌های نیروهای چندملیتی پرداخته و برای حملات جدید طرح‌ریزی کردند.
خشونت‌ها در بهار آن سال با ورود پیکارجویان خارجی سنی مذهب اهل خاورمیانه کم‌کم‌رو به وخامت گذاشت. بسیاری از این افراد جزو القاعدهٔ عراق (وابسته به گروه القاعده) بودند که توسط ابومصعب الزرقاوی هدایت می‌شدند. با گسترش ناآرامی‌ها هدفِ حملاتِ پیکارجویان از نیروهای ائتلاف به نیروهایِ امنیتی عراق متمایل شد و در نتیجهٔ آن صدها پلیس و شهروند عراقی در طول ماه‌های آتی در رشته بمب‌گذاری‌های این گروه‌ها کشته شدند. یک شورش سازمان‌یافتهٔ سنی با ریشه‌های عمیق و انگیزه‌های ملی و مذهبی در تمام عراق در حال رشد بود.
گروه شبه نظامیجیش المهدی (شیعه) که توسط مقتدی صدر رهبری می‌شد حملاتی را علیه نیروهای ائتلاف انجام می‌داد تا کنترل را از دست نیروهای امنیتی عراقی بگیرد که بخش‌های مرکزی و جنوبی عراق از شدت حملات تروریستی در حال انفجار بود و همهٔ این‌ها در حالی بود که نیروهای چندملیتی تلاش می‌کردند اوضاع را کنترل کنند و خود را برای حملات متقابل آماده نمایند. مقتدی صدر توسط حاکمیت ائتلاف به‌عنوان متمرد نامیده شد.
شدیدترین درگیری ثبت‌شده در ۱۲ فروردین ۱۳۸۳ (۳۱ مارس ۲۰۰۴) روی داد که طی آن شورشیان عراقی در فلوجه به یک کاروان از نیروهای حفاظتی شرکت بلک‌واتر آمریکا حمله کردند. این کاروان توسط چهار نیروی نظامی خصوصی هدایت می‌شد که موظف به مراقبت از شرکت خدمات پشتیبانی یورست بودند تا آذوقهٔ نیروها را به مقصد برساند. هر چهار نظامی خصوصی توسط نارنجک و تفنگ‌های کوچک کشته شدند. سپس افراد بومی جنازهٔ آن‌ها را از ماشین بیرون کشیدند و پس از مضروب کردن و آتش زدن از روی یکی از پل‌های فرات آویزان کردند. عکس‌های این رخداد توسط آژانس‌های خبری به کل دنیا مخابره شد و موجب عصبانیت شدید مردم گردید. این رویداد باعث شد تا آمریکا دست به اقدامات ناموفقی برای «آرام‌سازی» شهر بزند که به نبرد نخست فلوجه در آوریل ۲۰۰۴ (فروردین و اردیبهشت ۱۳۸۳) مشهور شد.
در آوریل۲۰۰۴ در شهرک صدر بغداد در پی حمله نیروهای آمریکایی برای دستگیری مقتدی صدر و مقاومت و درگیری با گروه جیش المهدی، اوضاع به‌شدت به خشونت گرایید.
در ۲۸ ژوئن ۲۰۰۴ حکومت موقت ائتلاف به پایان رسید. طبق توافق شورای حَکَم عراقیها که توسط حاکمیت نیروهای ائتلاف از میان همه اقوام مذاهب گروه‌های عراقی انتخاب شده بودند، قرار شد دولت موقت به‌صورت نخست وزیران کوتاه مدت دوره ای به اداره کشور بپردازند.
در تابستان ۲۰۰۴ فرماندهی نیروهای آمریکا به‌همراه نیروهای ائتلاف برای قتل مقتدی صدر و نابودی شبه نظامیان شیعی جیش المهدی به شهر نجف حمله گسترده انجام گردید که با مقاومت سخت شبه نظامیان جیش المهدی روبرو شده و جنگ در حوالی اماکن مقدس شیعیان به‌مدت یکماه ادامه یافت، منزل مقتدی صدر هدف بمباران جنگنده‌های آمریکایی ویران شد لکن موفق به کشتن او نشدند؛ نهایتاً با فرسایشی شدن نبرد و رایزنی‌های سیاستمداران و بزرگان مذهبی شیعی نبرد متوقف شده و توافقاتی بین طرفین در نجف منعقد گردید
تهاجم‌های نیروهای ائتلاف به شبه نظامیان سنی مذهب القاعده در نوامبر ۲۰۰۴ بار دیگر تکرار شد. نبرد دوم فلوجه به اندازه‌ای سهمگین بود که نیروهای نظامی آمریکا آن را «سنگین‌ترین جنگ شهری پس از نبرد شهر هوئه ویتنام» می‌دانند. در طول این یورش نیروهای آمریکایی از فسفر سفید به عنوان جنگ‌افزاری آتش‌زا برای مقابله با شورشیان استفاده کردند. نتیجهٔ این نبرد که ۴۶ روز طول کشید به نفع نیروهای ائتلاف بود. ۹۵ سرباز آمریکایی و تقریباً ۱۳۵۰ شورشی عراقی در طول این نبرد کشته شدند. فلوجه کاملاً نابود شد اما گفته می‌شود که تلفات غیرنظامیان کم بوده است زیرا بیشتر آن‌ها پیش از نبرد این شهر را ترک کرده بودند.
یکی دیگر از اخبار مهم آن سال افشای گستردهٔ بدرفتاری و شکنجهٔ عراقی‌ها در زندان ابوغریب توسط نیروهای آمریکایی بود. رسانه‌های بین‌المللی در آوریل ۲۰۰۴ به شدت روی این اخبار مانور دادند. نخستین گزارش از این دست به همراه تصاویر زننده‌ای که در آن‌ها می‌شد نظامیان آمریکایی را در حال شکنجهٔ زندانیان عراقی دید توسط برنامهٔ ۶۰ دقیقه دوم از شبکه سی‌بی‌اس (۹ اردیبهشت) منتشر شد. سپس مقالهٔ سیمور هرش در مجلهٔ نیویورکر (آنلاین در ۱۱ اردیبهشت) منتشر شد. توماس ریکس خبرنگار نظامی بر این باور است که این افشاگری‌ها ضربه‌ای اساسی به توجیهات اخلاقی اشغال عراق زد و نظر مردم به ویژه عراقی‌ها را در این زمینه عوض کرد و نقطهٔ چرخشی در جنگ بود.
در سال ۲۰۰۴ تیم‌های نظامی انتقالی آمریکایی که شامل مشاوران نظامی بودند برای آموزش یگان‌های جدید عراقی شروع به کار کردند.

### ۲۰۰۵: انتخابات و تشکیل دولت انتقالی
عراقی‌ها در روز ۱۲ بهمن ۱۳۸۳ (۳۱ ژانویه ۲۰۰۵) در انتخابات مجلسی شرکت کردند تا اعضای آن پیش‌نویس قانون اساسی را آماده کند. با وجود خشونت‌ها و تحریم این انتخابات توسط سنی‌ها، این انتخابات با استقبال کردها و شیعیان مواجه شد. پل ولفوویتز در ۱۶ بهمن اعلام کرد که ۱۵٬۰۰۰ نفر از سربازان آمریکایی که به منظور حفظ امنیت انتخابات در عراق نگه داشته شده بودند در ماه آینده این کشور را ترک خواهند کرد. از ماه فوریه تا آوریل خشونت‌ها به نسبت نوامبر و ژانویه بسیار آرامتر بود زیرا شمار یورش‌ها از میانگینِ ۷۰ به ۳۰ عدد در روز رسیده بود.
نبرد ابوغریب در ۱۳ فروردین ۱۳۸۴ (۲ آوریل ۲۰۰۵) توسط نیروهای شورشی عراقی علیه نیروهای آمریکایی مستقر در زندان ابوغریب انجام شد و طی آن شورشیان از خمپاره‌های سنگین و شلیک راکت سود بردند. همچنین تحت این خط آتش، نیروهای مسلح شورشی با نارنجک و تفنگ‌های کوچک و دو خودروی بمب‌گذاری‌شده به آمریکایی‌ها یورش بردند. مهمات نیروهای آمریکایی به اندازه‌ای کم شد که دستور نیزه‌فنگ به نیروها داده شد تا آمادهٔ نبرد تن به تن شوند. تخمین زده می‌شود بین ۸۰ تا ۱۲۰ نیروی مسلح شورشی در عملیاتی هماهنگ علیه تأسیسات نظامی آمریکا و بازداشتگاه ابوغریب شرکت داشتند. گفته می‌شود این یورش پس از جنگ ویتنام بزرگ‌ترین حملهٔ هماهنگ علیه یک پایگاه نظامی ایالات متحده بوده است.

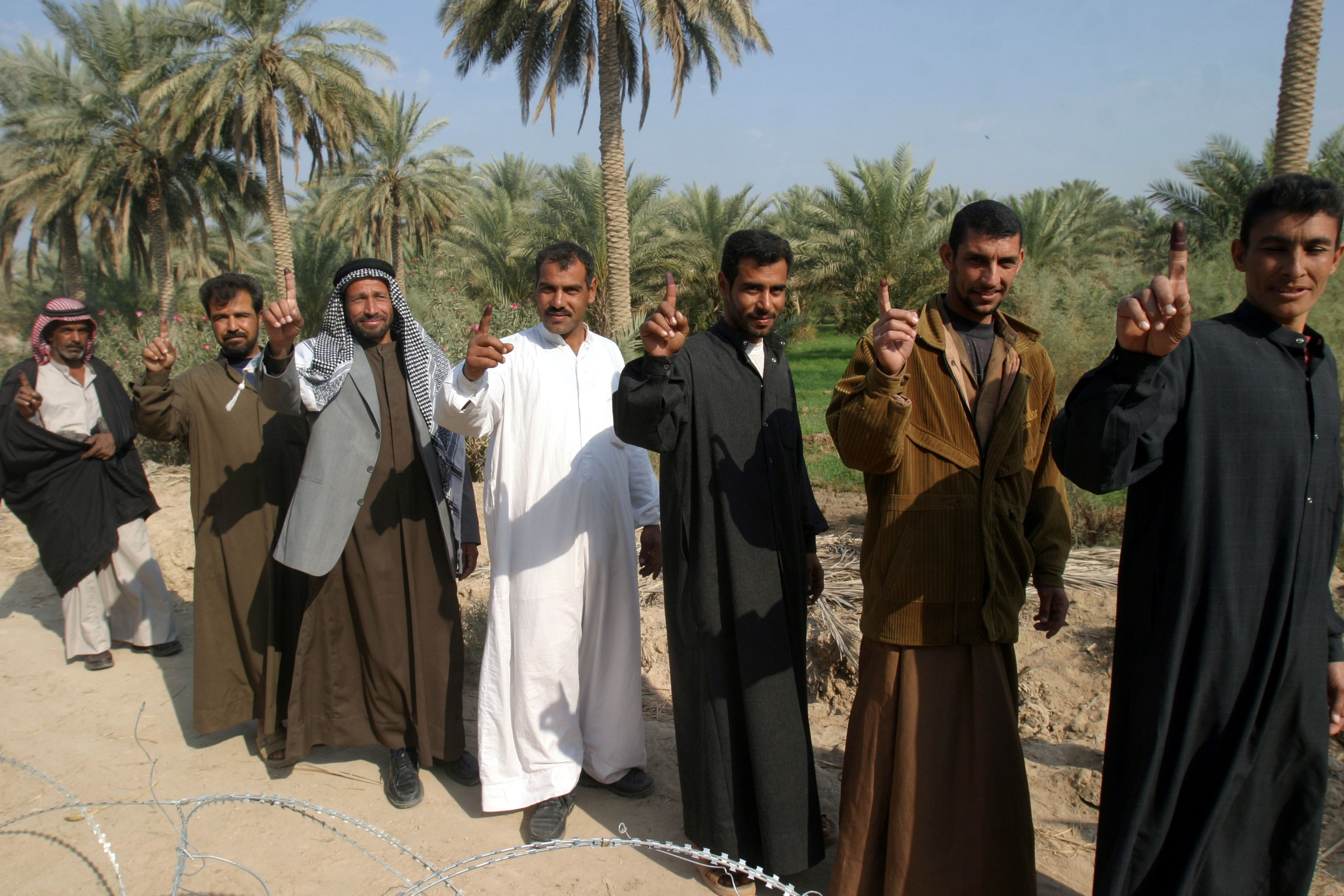
چند تن از مردم عراق پس از رأی دادن در انتخابات مجلس ملی انگشتان جوهری خود را نشان دوربین می‌دهند.

در ماه مه، خونین‌ترین ماه عراق پس از تهاجم آمریکا رقم خورد تا امیدها برای پایانِ سریعِ ناآرامی‌ها و عقب‌نشینی آمریکایی‌ها نقش بر آب شود. جنگ مذهبی؛ بمب‌گذاران انتحاری که بیشتر از میان اعراب سنی عراقی، سوری‌ها و سعودی‌ها بودند این کشور را مورد آماج خشونت قرار دادند. اهداف آن‌ها بیشتر گردهمایی‌های شیعیان یا مراکز تجمع غیرنظامیان شیعه بود. در نتیجهٔ این خشونت‌ها بیش از ۷۰۰ غیرنظامی عراقی و همچنین ۷۹ سرباز آمریکایی کشته شدند.
در تابستان ۱۳۸۴ (۲۰۰۵) هنگامی که نیروهای ایالات متحده در تلاش برای بستن مرزهای سوریه با عراق برای ممانعت از ورود شبه نظامیان سنی القاعده بودند، جنگ حول بغداد و تل‌عفر ادامه یافت. کوشش‌های آمریکا برای بستن مرزها هم به درگیری‌های بیشتر در شهرهای کوچک کنار فرات بین پایتخت و مرز انجامید.
تهیه بندهای قانون اساسی عراق با اعتراضاتی همراه بود از جمله از سوی مقتدی صدر که نهایتاً اصلاحاتی لحاظ شد. رفراندومی که در ۲۳ مهر ۱۳۸۴ (۱۵ اکتبر ۲۰۰۵) برگزار شد موجب تصویب قانون اساسی عراق گردید. ساختار کشور بر پایه پارلمان و دارای نخست‌وزیر و رئیس‌جمهور انتخابی از سوی مجلس تعیین شد و همچنین کشور به‌صورت فدرالی با استانهای خودمختار تقسیم گشت.
مجلس ملی عراق نیز در آذرماه آن سال با مشارکت تمام گرایش‌های ملی و مذهبی انتخاب شد.
یورش‌های شورشیان در سال ۲۰۰۵ افزایش یافت و به ۳۴٬۱۳۱ مورد رسید. آمار سال پیش از آن ۲۶٬۴۹۶ بود.

### ۲۰۰۶: جنگ داخلی و تشکیل دولت دائمی

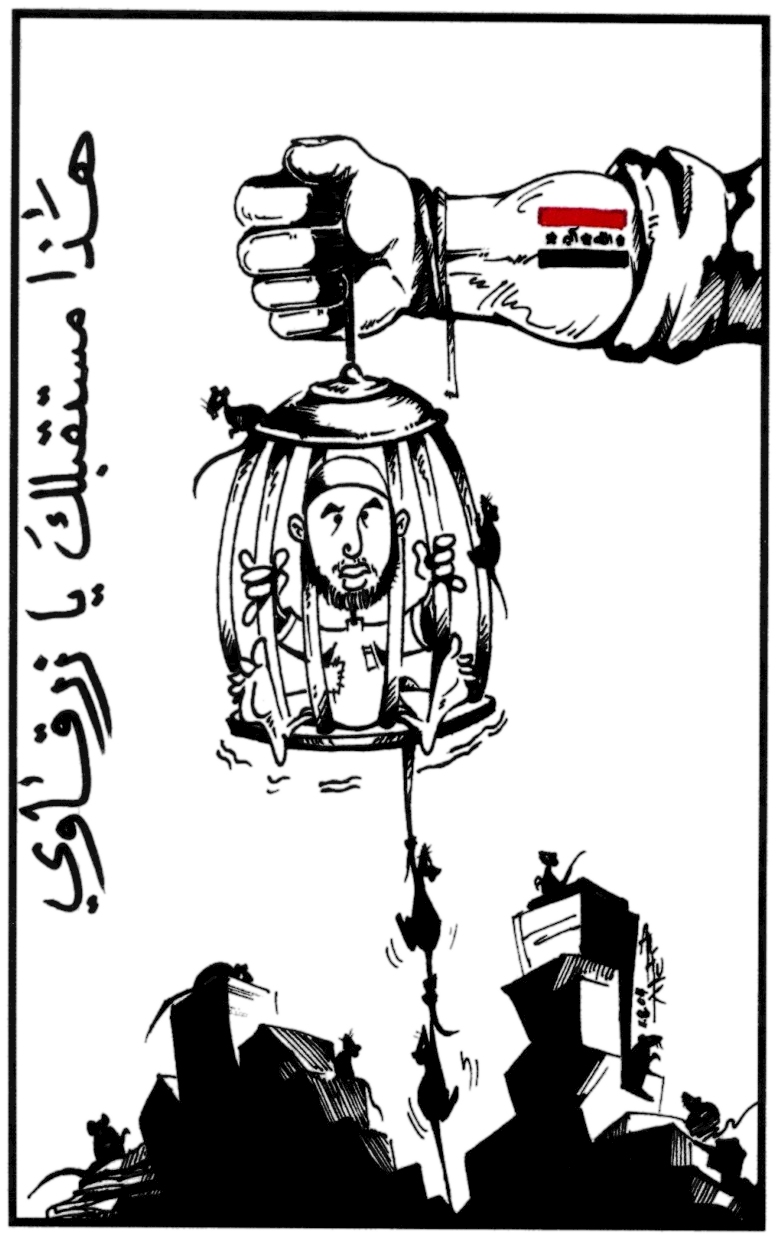
بروشور جنگ روانی آمریکایی‌ها علیه زرقاوی در عراق. «این آیندهٔ تو است، ای زرقاوی.»

آغاز سال ۲۰۰۶ (دی ۱۳۸۴) همراه بود با مذاکرات سیاسی برای تشکیل دولت، افزایش شدید خشونت‌های فرقه‌ای-مذهبی، استمرار یورش‌ها بر نیروهای ائتلاف.
انفجار حرم عسکریین اماکن مقدس شیعیان در شهر سنی نشین سامرا مورخ ۳ اسفند ۱۳۸۴ باعث گسترش بیشتر خشونت‌ها گردید. بسیاری بر این باور بودند که این انفجار توسط شبه نظامیان سنی القاعده صورت گرفته است. با وجود این که این انفجار تلفاتی در برنداشت اما به شدت به ساختمان حرم آسیب رسانده آن را با خاک یکسان کرد و در روزهای بعد باعث افزایش خشونت‌ها گردید. در ۴ اسفند ۱۳۸۴ جنازهٔ بیش از ۱۰۰ نفر سنی مذهب که با اصابت گلوله کشته شده بودند پیدا شد؛ این کشتارها را به شبه نظامیان جیش المهدی بتلافی ویرانی حرمین شیعه نسبت می‌دهند. در آن زمان تخمین زده می‌شد که دستکم ۱۶۵ نفر کشته شده باشند. بنابر محاسبات ارتش آمریکا پس از این حملات شمار میانگین قتل در بغداد از روزانه ۱۱ نفر به روزانه ۳۳ نفر رسید. در همین سال سازمان ملل اوضاع عراق را «شبیه به جنگ داخلی» توصیف کرد.

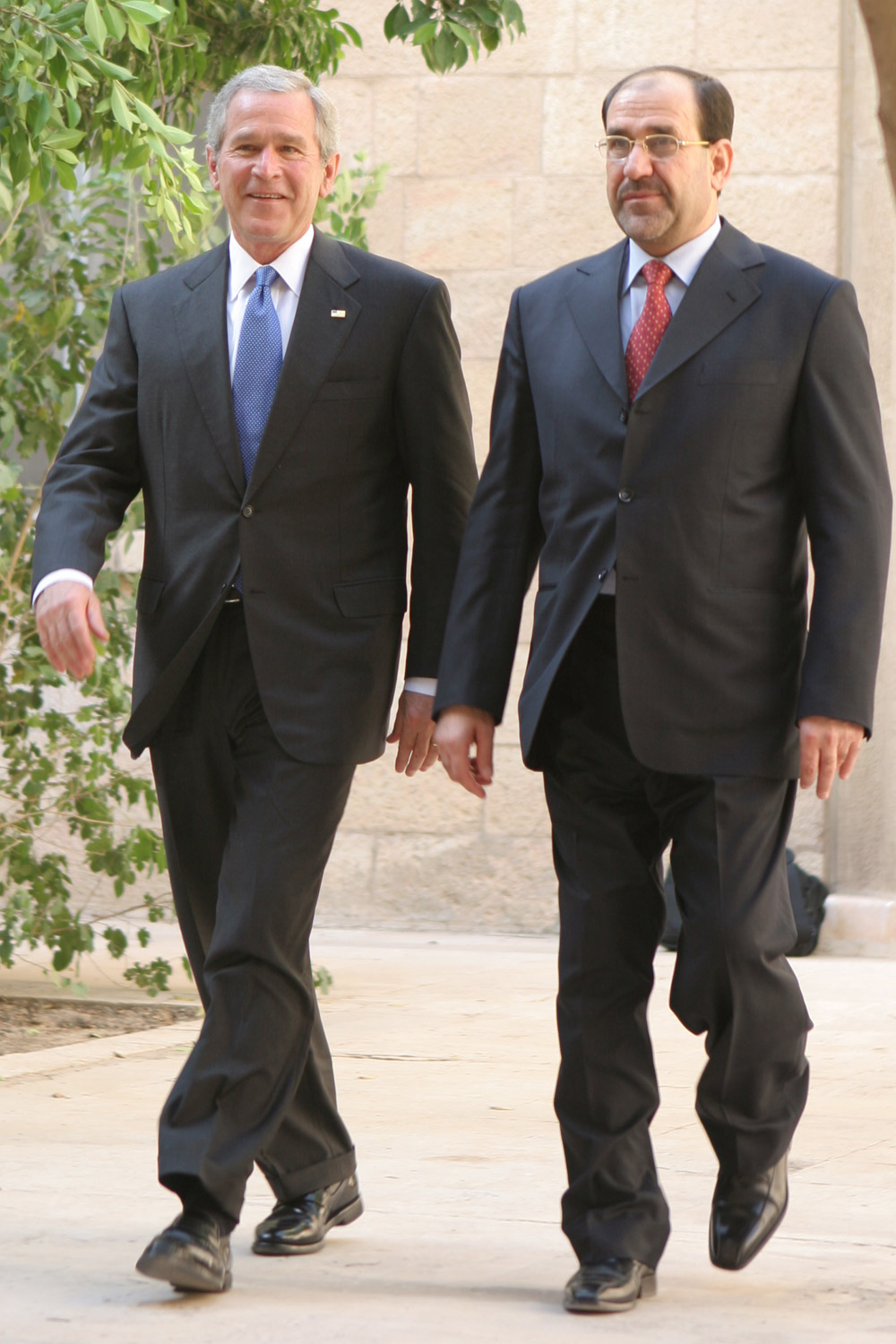
ملاقات نوری المالکی با جرج بوش در خرداد ۱۳۸۵

پنج تن از سربازان نیروی زمینی ایالات متحده جمعیِ گردان ۵۰۲ پیاده در ۲۱ اسفند ۱۳۸۴ به یک دختر ۱۴ ساله عراقی به نام عبیر قاسم حمزه الجنابی تجاوز کردند و سپس او را به همراه پدرش و مادرش فخریه طه محسن و خواهر شش ساله‌اش به نام هدیل به قتل رساندند. آن‌ها سپس جنازهٔ دختر را آتش زدند تا آثار جرم را از بین ببرند. چهار تن از آن‌ها به جرم تجاوز و قتل محکوم شدند و پنجمی به مجازات کمتری محکوم شد. این جنایت به کشتار محمودیه شهرت یافت.
نیروهای ایالات متحده در ۱۶ خرداد ۱۳۸۵ توانستند رد ابومصعب الزرقاوی رهبر گروه القاعدهٔ عراق را گرفته و او را در حالی که در خانه‌ای امن در ۸ کیلومتری شمال بعقوبه جلسه تشکیل داده بود بکشند. شناسایی او توسط یک پهپاد بریتانیایی انجام شد. سپس تماسی رادیویی بین پایشگر و دو جنگندهٔ اف ۱۶ سی نیروی هوایی ایالات متحده صورت گرفت و مختصات محل او گزارش شد. جنگندهٔ پیشرو در ساعت ۱۴:۱۵ به وقت گرینویچ دو بمب هدایت‌شوندهٔ لیزری ۲۳۰ کیلوگرمی بر فراز ساختمان محل جلسه انداخت. طبق گزارش‌ها به غیر از ابومصعب الزرقاوی، شش نفر دیگر (سه مرد و سه زن) نیز کشته شدند که یکی از آن‌ها همسر زرقاوی و فرزندانش بودند.
دولت عراق در ۳۰ اردیبهشت ۱۳۸۵ پس از تصویب اعضای مجلس ملی این کشور به قدرت رسید. این دولت قدرت را از دولت انتقالی که در حکم دولت سرپرست عمل می‌کرد به دست گرفت. شیعیان با نسبت بیشتر جمعیت کشور بنابراین حکومت را در دست می‌گیرند و نوری الماکی به نخست‌وزیری تعیین می‌شود.

#### گزارش گروه بازرسی عراق و اعدام صدام
گزارش گروه مطالعهٔ عراق در ۱۵ آذر ۱۳۸۵ منتشر شد. این گروه که با حضور نمایندگانی از دو حزب اصلی آمریکا تشکیل یافته بود توسط دو نماینده به نام جیمز بیکر (جمهوریخواه) و لی همیلتون (دموکرات) هدایت می‌شد. نتیجهٔ این گزارش از این قرار بود که «اوضاع در عراق سخت و رو به وخامت است» و «به نظر می‌رسد نیروهای ایالات متحده در عملیاتی گرفتار شده‌اند که نهایتی برای آن قابل تصور نیست.» در میان ۷۹ توصیه‌ای که در این گزارش وجود داشت افزایش ارتباطات دیپلماتیک با ایران و سوریه و فشار برای آموزش شدیدتر نیروهای عراقی دیده می‌شد. پنتاگون در ۲۷ آذر گزارشی منتشر کرد و در آن به افزایش حملات شورشیان به میزان میانگین ۹۶۰ حمله در هفته اشاره کرد. این میزان بالاترین میزان حملات پس از انتشار گزارش مطالعهٔ عراق در سال ۲۰۰۵ بود.
نیروهای ائتلاف برای اولین بار پس از جنگ به‌طور رسمی پایش یک استان را به دولت عراق سپردند. قضات نظامی، هشت تفنگدار دریایی آمریکا را به جرم کشتن ۲۴ عراقی (شامل ۱۰ زن و کودک) در ۲۸ آبان ۱۳۸۴ در حدیثه محکوم کردند. چهار افسر نیز به دلیل کوتاهی در انجام وظیفه مقصر شناخته شدند.
صدام حسین در ۹ دی ۱۳۸۵ پس از یک سال محاکمه به جرم جنایت علیه بشریت به دار آویخته شد.

### ۲۰۰۷: افزایش نیروهای آمریکایی
جرج بوش در تاریخ ۲۰ دی ماه ۱۳۸۵ در سخنرانی تلویزیونی که داشت پیشنهاد داد که ۲۱٬۵۰۰ سرباز دیگر به عراق فرستاده شوند و برنامهٔ شغلی جدیدی برای عراقی‌ها آماده گردد. همچنین برنامه‌های ساخت و ساز بیشتری تهیه شوند و برای تحقق همهٔ این برنامه‌ها نیز به ۱٬۲ میلیارد دلار پول نیاز است. او در سخنرانی اعلام وضعیت ایالات متحده مورخ ۳ بهمن ۱۳۸۵ نیز اعلام نمود که «بیش از ۲۰٬۰۰۰ سرباز و تفنگدار به عراق ارسال خواهد شد.»
دیوید پترائوس در ۲۱ بهمن ۱۳۸۵ به عنوان فرماندهٔ نیروهای چندملیتی عراق که جایگاهی چهارستاره است و تمام فعالیت‌های نیروهای ائتلاف در این کشور را زیر نظر دارد منصوب شد. وی که به جای ژنرال جرج کیسی قرار گرفته بود به تمام نیروهای ائتلاف در عراق سرکشی کرد و راهبرد جدید دولت بوش مبنی بر افزایش نیرو را اعمال نمود. در سال ۲۰۰۷ شاهد افزایش حملات شورشیان با بمب‌های کلرین بودیم.
۱۴۴ تن از نمایندگان مجلس عراق در ۲۰ اردیبهشت ۱۳۸۶ درخواستی قانونی را امضا کردند تا آمریکا جدولی زمانی برای خروج نیروهایش از این کشور ارائه دهد. این مجلس در ۱۳ خرداد ۱۳۸۶ نیز با رأی ۸۵ به ۵۹ دولت را ملزم نمود تا پیش از ارسال هر گونه تقاضای افزایش مدت قیمومت سازمان ملل در خصوص عملیات‌های ائتلاف در عراق با این مجلس مشورت نماید. با این حال این مدت بدون تصویب مجلس عراق در روز ۲۷ آذر ۱۳۸۶ تجدید شد.
با کاهش مستمر شمار نیروهای ائتلاف در عراق فشارها بر نیروهای ایالات متحده افزایش می‌یافت. تونی بلر نخست‌وزیر وقت بریتانیا در اوایل سال ۲۰۰۷ اعلام کرده بود که پس از عملیات سندباد نیروهای بریتانیا از استان بصره خارج خواهند شد و امنیت آن را به عراقی‌ها خواهند سپرد. آندرس فو راسموسن نخست‌وزیر وقت دانمارک نیز در ماه ژوئیه اعلام کرد که ۴۴۱ نیروی دانمارکی را از خاک عراق بیرون خواهد کشید و تنها ۹ سرباز که بالگردهای دیدبان را تأمین می‌کنند در این کشور نگاه خواهد داشت.

#### کاهش نیروهای آمریکا در عراق
پترائوس در سخنرانی خود در کنگره مورخ ۱۹ شهریور ۱۳۸۶ «پیش‌بینی کرد که ۳۰٬۰۰۰ نیروی ایالات متحده تا تابستان آینده از عراق خارج خواهند شد و نخستین گروه از میان تفنگداران دریایی خواهد بود.» جرج بوش نیز در ۲۲ شهریور از خروج محدود نیروهای این کشور حمایت کرد. او گفت که ۵۷۰۰ نفر تا کریسمس ۲۰۰۷ (دی ۱۳۸۶) به آمریکا باز خواهند گشت و انتظار می‌رود هزاران نفر دیگر تا ژوئیه ۲۰۰۸ (تیر ۱۳۸۷) بر می‌گردند. بر اساس این نقشه قرار بود که شمار نیروهای آمریکا در نهایت به پیش از دستور افزایش نیروها در ابتدای ۲۰۰۷ بازگردد.

#### تأثیر افزایش نیروها بر امنیت
بر اساس گزارش پنتاگون خشونت‌ها در عراق تا اسفند ۱۳۸۶ (مارس ۲۰۰۸) به میزان ۴۰ تا ۸۰ درصد کاهش یافت. با این حال گزارش‌های منابع مستقل این آمار را زیر سؤال می‌بردند. یکی از سخنگویان نظامی عراق مدعی بود که شمار مرگ غیرنظامیان در بغداد از ابتدای اجرای طرح افزایش نیروها از ۱۴۴۰ عدد به ۲۶۵ رسیده است. با این حال روزنامه نیویورک تایمز بر اساس آمار روزانه‌ای که وزارت کشور عراق و مقامات بیمارستانی منتشر می‌کردند تعداد ۴۵۰ مرگ را در یک بازهٔ زمانی ۲۸ روزه ثبت کرد.
بنابر تجربه، آمارگیری‌های روزانهٔ نیویورک تایمز نسبت به مطالعات سازمان ملل که بر ارقام وزارت بهداشت عراق و سردخانه‌ها استوار است ۵۰٪ کمتر بوده است.
نرخ تلفات نظامیان آمریکایی در بغداد نسبت به دورهٔ پیش در هفت هفتهٔ نخست تقریباً دو برابر شد و به میزان ۳٫۱۴ نفر در روز رسید. اما در سایر نقاط عراق کاهش کمی داشت.
در ۲۳ مرداد ۱۳۸۶ (۱۴ اوت ۲۰۰۷) سهمگین‌ترین حملهٔ شورشیان در تمام طول جنگ رخ داد. در حدود ۸۰۰ غیرنظامی بر اثر یک رشته بمب‌گذاری انتحاری در روستای قحطانیه کشته شدند. بیش از ۱۰۰ خانه و مغازه نابود شد. سران ایالات متحده القاعده را مقصر دانستند. روستاییان کشته‌شده از یزیدی‌های عراق بودند. به نظر می‌رسید که این حمله نمود اوج اختلافاتی بود که به‌واسطهٔ سنگسار یک دختر نوجوان یزیدی به نام دعا اسود خلیل توسط هم‌کیشانش به دلیل ارتباط با یک مرد سنی عرب و تغییر مذهب بوده است. قتل این دختر توسط دوربین‌های موبایل ضبط شد و ویدئوی آن روی اینترنت پخش گردید.
در ۲۲ شهریور ۱۳۸۶ (۱۳ سپتامبر ۲۰۰۷) عبدالستار ابوریشه در شهر رمادی کشته شد. او یکی از هم‌پیمانان مهم آمریکا در عراق بود زیرا توانسته بود ائتلاف بیداری انبار که برای جنگ با القاعده توسط قبایل عرب سنی به وجود آمده بود را رهبری کند. القاعده مسئولیت قتل او را بر عهده گرفت. بیانیه‌ای که پس از آن توسط دولت اسلامی عراق در اینترنت پخش شد ابوریشه را «یکی از سگ‌های بوش» خواند و قتل‌های روز پنجشنبه را «عملیاتی قهرمانانه که مقدمات آن یک ماه طول کشیده است» توصیف کرد.
گزارش دیگری نیز مبنی بر کاهش تلفات نیروهای آمریکایی بعد از ماه مه ۲۰۰۷ منتشر شد. همچنین خشونت‌ها علیه نیروهای ائتلاف به «پایین‌ترین حد بعد از حملهٔ آمریکا به عراق رسید». گزارش‌هایی از این دست به تحلیل‌گران این امکان را داد تا از افزایش نیروهای آمریکایی در عراق دفاع کنند.
داده‌هایی که توسط پنتاگون و سایر سازمان‌های ایالات متحده نظیر دیوان محاسبات آمریکا (GAO) ارائه شد نشان داد که حمله به غیرنظامیان از فوریه تا پایان این سال تغییری نکرد. همچنین هیچ تغییری در روند خشونت‌های فرقه‌ای و مذهبی در عراق به وجود نیامد. با این وجود گزارش کنگرهٔ آمریکا خلاف این مسئله را مطرح می‌کرد و نشان می‌داد که از دسامبر ۲۰۰۶ روندی نزولی در کاهش شمار قتل‌ها و خشونت‌های مذهبی-طایفه‌ای به وجود آمده است. در اواخر سال ۲۰۰۷ که روند افزایش نیروهای آمریکایی در عراق رو به افول نهاد، خشونت‌ها نیز به نسبت سال ۲۰۰۶ روندی کاهشی را نشان داد.
این گزارش‌ها در حالی مطرح می‌شد که تمام محلات بغداد توسط شبه‌نظامیان سنی و شیعی پاکسازی فرقه‌ای شده بودند و در هر شهر عراق که مذاهب متنوع وجود داشت خشونت‌های فرقه‌ای سر برآورده بود. باب وودوارد خبرنگار جستجوگر آمریکایی از منابع دولت آمریکا یاد می‌کند که در آن‌ها «افزایش» نیروهای آمریکایی دلیل اصلی کاهش خشونت‌ها در بازهٔ زمانی ۲۰۰۷–۸ تلقی نمی‌شد. این منابع دلیل اصلی را تکنیک‌های جدید و مخفیانهٔ نظامیان و سران اطلاعاتی آمریکایی برای جستجو و کشتن شورشیان قلمداد می‌کردند که یکی از آن‌ها همکاری نزدیک با شورشیان پیشین بود.
همچنین در این سال نیروهای بریتانیایی امنیت استان شیعه‌نشین بصره را به نیروهای عراقی سپردند. بصره نهمین استان از میان ۱۸ استان عراق بود که پایش آن بعد از اشغال این کشور به نیروهای عراقی سپرده می‌شد.

#### رخدادهای سیاسی
بیش از نیمی از نمایندگان مجلس عراق برای نخستین بار ادامهٔ اشغال کشور خود را رد کردند. ۱۴۴ نفر از ۲۷۵ نمایندهٔ قوهٔ مقننهٔ عراق با امضای درخواستی از دولت این کشور خواستند که پیش از آن که از سازمان ملل تقاضای بسط قیمومت برای حضور نیروهای ائتلاف را بکند با اعضای این مجلس مشورت نماید. این قیمومت تا پایان سال ۲۰۰۸ اعتبار داشت. این درخواست شامل تقاضای جدول زمانی برای خروج نیروهای خارجی و توقف افزایش آن‌ها نیز می‌شد. قیمومت شورای امنیت سازمان ملل «تنها با درخواست دولت عراق» قابل توقف بود. بنابر قوانین عراق، رئیس مجلس این کشور باید مصوباتی را که توسط اکثریت به تصویب رسیده‌اند ابلاغ کند. ۵۹٪ از نمایندگان عراقی خواستار ارائهٔ جدول زمانی برای خروج نیروهای آمریکایی از عراق شده بودند.
نیروهای ائتلاف در میانه‌های سال ۲۰۰۷ برنامه‌ای بحث‌برانگیز برای جذب عراقیان سنی‌مذهب (که بیشتر آن‌ها جز شورشیان سابق بودند) شروع کرد تا نیرویی به نام شبه‌نظامیان «پاسدار» به وجود آورد. این پاسداران قرار بود تا از محلات مختلف سنی‌نشین در مقابل حملات محافظت نماید.

#### تنش با ایران
در مقطعی از سال ۲۰۰۷ روابط بین ایران و کردستان عراق به دلیل امان دادن حکومت کردستان عراق به حزب حیات آزاد کردستان تنش‌آلود شد. بنابر گزارش‌ها ایران مواضع این گروه را از ۱۶ اوت (۲۵ مرداد ۱۳۸۶) تحت حملات موشکی قرار داده بود.
علاوه بر این نیروهای ایالات متحده در این سال شروع به متهم ساختن ایران مبنی بر انجام عملیات در خاک عراق کردند. آن‌ها همچنین به دفتر نمایندگی ایران در اربیل یورش بردند و دیپلمات‌های ایرانی را دستگیر کردند. اما از آنجا که نتوانستند مدرکی دال بر کمک این دفتر به شورشیان ارائه دهند افراد مزبور را آزاد نمودند. دولت‌های ایران و کردستان عراق نیز تمام اتهامات در این زمینه را رد کردند. دولت بوش و هم‌پیمانانش بارها ایران را متهم به تجهیز شورشیان عراقی کرد. دولت بوش در پاییز ۱۳۸۶ تحریم‌های بیشتری بر سازمان‌های ایرانی اعمال نمود. سپهبد جیمز دوبیک که در آن زمان مسئول آموزش نیروهای امنیتی عراق بود در ۳۰ آبان ۱۳۸۶ از ایران به دلیل «کمک به کاهش خشونت‌ها» در عراق به‌وسیلهٔ جلوگیری از ورود اسلحه به این کشور قدردانی کرد.

#### تنش با ترکیه
حضور شبه‌نظامیان پ‌ک‌ک در شمال عراق همواره باعث دردسر نیروهای ترکیه بوده و تلفات زیادی برای دو طرف در پی داشته است. ارتش ترکیه در پاییز ۱۳۸۶ خود را مجاز به عبور از مرزهای کردستان عراق برای «تعقیب شدید» اعضای پ‌ک‌ک دانست. سپس این ارتش مناطق کردنشین عراق را مورد اصابت توپ‌های خود قرار داد و با جنگنده‌های خود به پایگاه‌های گروه پ‌ک‌ک در کوه جودی یورش برد. مجلس این کشور نیز مجوز لازم برای تعقیب عناصر پ‌ک‌ک در کردستان عراق را صادر کرد. در ماه نوامبر بالگردهای ترک برای بار اول به شمال عراق حمله کردند. در مجموعه حملاتی دیگر در آذر ۱۳۸۶ مواضع پ‌ک‌ک در قندیل، زاپ، آواشین و خاکورک مورد اصابت قرار گرفت. آخرین مجموعه از حملات به کردستان عراق توسط ترکیه با حضور دست کم ۵۰ هواپیما و تجهیزات توپخانه انجام گرفت.
همچنین ترک‌ها در جنگ و دستگیری با عناصر پ‌ک‌ک جنگ‌افزارهایی را به دست آوردند که پیش از آن توسط نیروهای آمریکایی به نیروهای امنیتی عراق تحویل داده شده بود.

#### حملات اشتباه بلک‌واتر
دولت عراق در ۲۶ شهریور ۱۳۸۶ اعلام کرد که در صدد لغو مجوز فعالیت شرکت امنیتی بلک‌واتر آمریکا (شرکت بلک‌واتر)  به دلیل نقش داشتن در قتل هشت شهروند عراقی از جمله یک زن و یک کودک می‌باشد. این درگیری در پی انفجار یک خودرو در نزدیکی کاروان وزارت خارجه آمریکا روی داد.

### ۲۰۰۸: ادامه جنگ داخلی

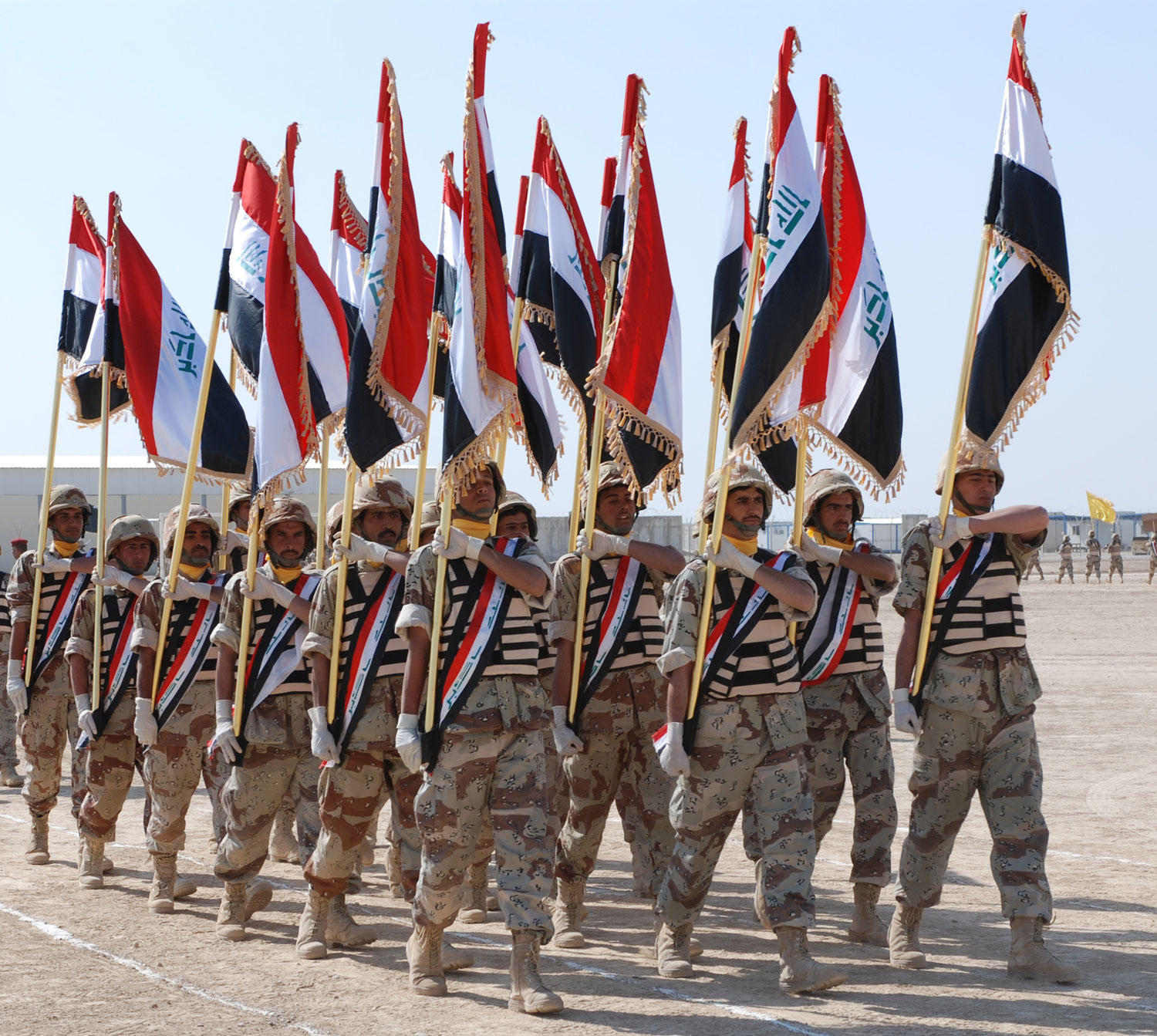
مراسم پایان آموزش مقدماتی سربازان تیپ سوم از لشکر ۱۴ نیروی زمینی عراق

سران ایالات متحده و اتاق‌های فکر مستقل در طول سال ۲۰۰۸ (۸۷-۱۳۸۶) با توجه به آمارها، از گسترش امنیت در عراق دم می‌زدند. بنابر بیانیه‌های وزارت دفاع آمریکا در دسامبر ۲۰۰۸ (آذر/دی ۱۳۸۷) «سطح کلی خشونت‌ها» در عراق ۸۰٪ نسبت به پیش از افزایش نیروهای آمریکایی که در ژانویه ۲۰۰۷ (دی ۱۳۸۵) آغاز شد کاهش یافت و میزان قتل به سطح پیش از جنگ بازگشت. گزارش‌های این وزارتخانه از کاهش تلفات نیروهای ایالات متحده به تعداد ۳۱۴ نفر در ۲۰۰۸ نسبت به ۹۰۴ نفر در ۲۰۰۷ حکایت داشت.
بنابر اطلاعات مؤسسه بروکینگز، تلفات شهروندان عراقی در نوامبر ۲۰۰۸ به ۴۹۰ نفر رسید در حالی که در ژانویه ۲۰۰۷ این میزان ۳۵۰۰ نفر بود. این در حالی بود که میزان حمله به نیروهای ائتلاف در نیمهٔ دوم ۲۰۰۸ به عددی بین ۲۰۰ تا ۳۰۰ نفر رسیده بود در حالی که این عدد در تابستان ۲۰۰۷ معادل ۱۶۰۰ نفر بود. تلفات نیروهای امنیتی عراق نیز در نیمه دوم ۲۰۰۸ به کمتر از ۱۰۰ نفر رسید در حالی که این میزان در تابستان ۲۰۰۷ بین ۲۰۰ تا ۳۰۰ نفر بود.
کارایی ارتش عراق نیز در همین حین افزایش می‌یافت. نظامیان عراقی در آن هنگام شروع به یورش به نیروهای شبه‌نظامی شیعه کردند که پیشتر توسط نوری المالکی مجوز انجام عملیات دریافت کرده بودند و حالا مالکی به همین دلیل زیر تیغ نقد قرار گرفته بود. این حملات با عملیاتی در ماه مارس در بصره علیه جیش‌المهدی آغاز شد و کمی بعد به تمام مناطقی که شیعیان حضور داشتند به ویژه شهرک صدر در بغداد کشید. افسر انگلیسی که مسئول تأمین بصره بود در اکتبر همان سال اعلام کرد که از زمان آغاز عملیات‌ها علیه پیکارجویان، امنیت در شهر بالا رفته و شمار قتل در آن با شهر منچستر انگلستان برابری می‌کند. همچنین ارتش ایالات متحده مدعی شد که میزان مواد منفجرهٔ ساخت ایران که در سال ۲۰۰۸ در عراق کشف شدند یک چهارم کمتر شده که می‌تواند نشان‌دهندهٔ تغییر سیاست ایرانی‌ها باشد.
در مناطق سنی‌نشین نیز پس از آن که اعضای شوراهای بیداری توسط ارتش ایالات متحده به نیروهای عراقی سپرده شدند پیشرفت‌هایی مشاهده شد. ارتش عراق (با پشتیبانی نیروهای ائتلاف) در ماه مه این سال حملاتی را در موصل ترتیب دادند. این شهر آخرین پناهگاه القاعده تلقی می‌شد. با وجود آنکه ارتش هزاران نفر را دستگیر کرد اما این حمله دستاوردهای بلندمدت امنیتی در پی نداشت و موصل تا پایان ۲۰۰۸ همچنان به عنوان یکی از نقاط بحرانی عراق باقی ماند.

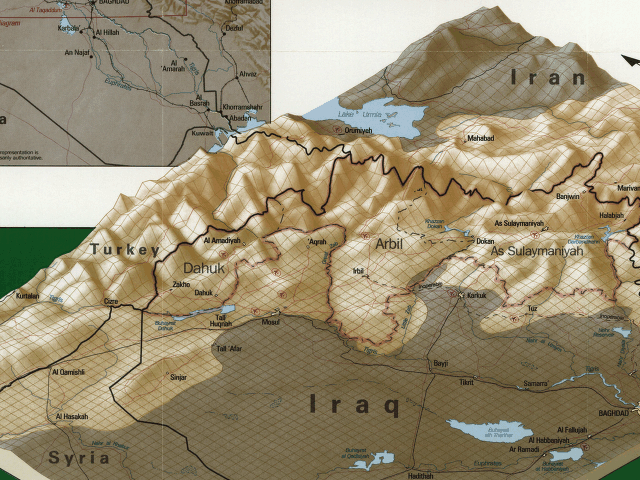
نقشهٔ سه‌بعدی از مناطق جنوبی ترکیه و شمال عراق

در بُعد منطقه‌ای نیز درگیری بین ترکیه و پ‌ک‌ک تشدید شد تا حدی که ترکیه در ۲۱ فوریه (۲ اسفند ۱۳۸۶) حمله‌ای زمینی به سمت کوه‌های قندیل در شمال عراق ترتیب داد. در این عملیات که ۹ روز طول کشید ۱۰٬۰۰۰ نیروی ترک، ۲۵ کیلومتر در خاک عراق نفوذ کردند. این نخستین تجاوز زمینی قابل توجه به عراق توسط نیروهای ترک پس از حملهٔ سال ۱۹۹۵ به‌شمار می‌رفت.
به محض تهاجم ترکیه به خاک عراق، کابینهٔ این کشور به همراه دولت کردستان عراق اقدامات ترکیه را محکوم کردند و خواستار عقب‌نشینی نیروهای ترکیه از این منطقه شدند. این نیروها در ۲۹ فوریه (۱۰ اسفند ۱۳۸۶) از عراق خارج شدند. سرنوشت کردها و آیندهٔ شهر کرکوک که از حیث نژادی بسیار متنوع است در میان سیاسیون عراقی همچنان محل مناقشه باقی ماند.
سران نظامی ایالات متحده این روند را با خوشبینی و احتیاط تحت نظر داشتند زیرا این اتفاقات را مرحلهٔ «گذار» ی می‌دانستند که در موافقت‌نامهٔ تعیین وضعیت نیروهای آمریکایی-عراقی مجسم شده بود؛ موافقت‌نامه‌ای که در طول سال ۲۰۰۸ روی آن کار می‌کردند. ژنرال ریموند اودیرنو، فرماندهٔ نیروهای ائتلاف در عراق در دسامبر آن سال گفت «در ادبیات نظامی، مراحل‌گذار خطرناک‌ترین زمان‌ها تلقی می‌شوند.»

#### حمله به شبه‌نظامیان شیعه

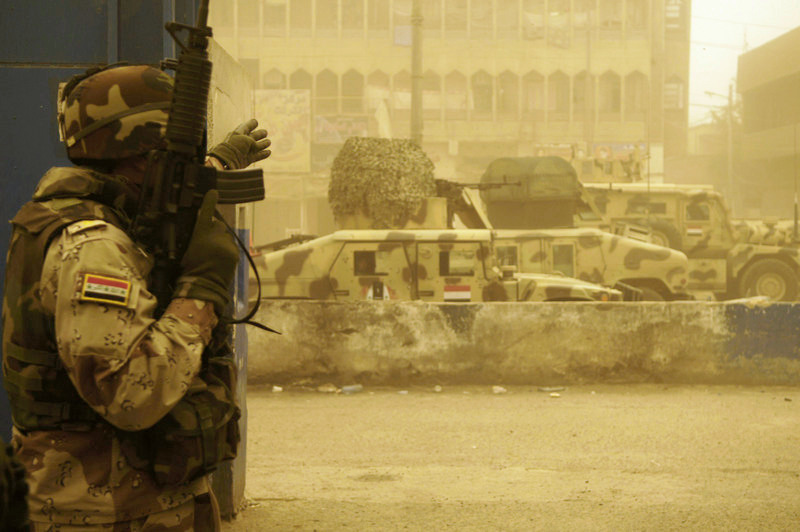
یک سرباز عراقی و خودروهای تیپ ۴۲ از لشکر ۱۱ ارتش عراق در جریان شلیک به شبه‌نظامیان در شهرک صدر بغداد مورخ ۲۹ فروردین ۱۳۸۷ (۱۷ آوریل ۲۰۰۸)

ارتش عراق با پشتیبانی هوایی آمریکا در اواخر ماه مارس ۲۰۰۸ (اوایل فروردین ۱۳۸۷) طی عملیاتی با عنوان «یورش شوالیه‌ها» حمله‌ای به نیروهای شبه‌نظامی شیعی در بصره کرد تا این منطقه را امن سازد. این نخستین عملیاتی بود که نیروهای عراقی بدون حمایت مستقیم نیروهای زمینی ائتلاف انجام دادند. جیش‌المهدی وابسته به مقتدی صدر که نیروی شبه‌نظامی اسلامگرای شیعی به‌شمار می‌آمد و بخش اعظم شهر را در اختیار داشت در برابر این یورش مقاومت کرد. این مقاومت‌ها سریعاً به دیگر جاهای عراق نظیر شهرک صدر، کوت، حله و دیگر اماکن گسترش یافت. در طول جنگ، نیروهای عراقی با مقاومت محکم شبه‌نظامیان در بصره مواجه شدند تا حدی که پیشروی آن‌ها را بسیار کند کرد. فرسایش نیروها باعث شد تا بالاخره طرفداران مقتدی صدر به میز مذاکره بنشینند.
مقتدی صدر درحالی‌که در ایران اقامت داشت پس از صحبت با قاسم سلیمانی فرمانده سپاه قدس و میانجیگری دولت ایران در ۱۲ فروردین ۱۳۸۷ (۳۱ مارس ۲۰۰۸) به طرفداران خود دستور آتش‌بس داد. با این حال مقرر شد این شبه‌نظامیان سلاح‌های خود را نزد خود نگاه دارند.
بنابر گزارش‌های نیویورک تایمز تا ۲۳ اردیبهشت ۱۳۸۷ (۱۲ مه ۲۰۰۸) «ساکنان بصره به شدت از افزایش امنیت در زندگی خود رضایت پیدا کرده بودند». «اکنون نیروهای دولتی بر ستاد شبه‌نظامیان اسلامگرای شیعه تسلط پیدا کرده‌اند و جوخه‌های مرگ را تعطیل کرده‌اند و محتسبانی را که مسئول حمله به زنان، مسیحیان، نوازندگان و مشروب‌فروشان و هر کس که مشکوک به همکاری با غربی‌ها بود را متوقف کردند.» با این حال بر اساس این گزارش هنگامی که از ساکنان پرسیده می‌شد فکر می‌کنند آشوب و بی‌قانونی چه زمانی به شهر بازمی‌گردد، یکی از آن‌ها پاسخ داد «یک روز دیگر».
در اواخر آوریل (اوایل اردیبهشت ۱۳۸۷) جاسازی بمب‌های کنار جاده‌ای افزایش یافت. این بمب‌ها از ۱۱۴ عدد در ژانویه به ۲۵۰ عدد رسیده بود که حتی از آمار مه ۲۰۰۷ نیز بیشتر بود.

#### جلسه استماع کنگره

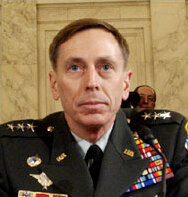
ژنرال دیوید پترائوس در جلسه استماع کنگره آمریکا مورخ ۲۰ فروردین ۱۳۸۷

ژنرال دیوید پترائوس در ۲۰ فروردین ۱۳۸۷ (۸ آوریل ۲۰۰۸) در جلسه استماع کنگرهٔ آمریکا خواستار تأخیر در بازگرداندن نیروهای این کشور شد. او با اشاره به سخنان رئیس‌جمهور بوش و ویلیام وستمورلند، ژنرال سابق در جنگ ویتنام گفت: «من بارها خاطرنشان کرده‌ام که ما هیچ بحرانی را رد نکرده‌ایم و هیچ نوری در انتهای تونل ندیده‌ایم». هنگامی که مجلس سنا از او پرسید که آیا افراد منطقی خواهان خروج نیستند گفت: «ما برای احقاق حق مردم می‌جنگیم تا آرای آن‌ها شنیده شود.»
کراکر، دیپلمات آمریکایی در پاسخ به جو بایدن رئیس وقت کمیتهٔ سنا قبول کرد که اهمیت القاعده در عراق کمتر از سازمان القاعده به رهبری اسامه بن لادن در طول مرزهای افغانستان و پاکستان است. قانونگذاران هر دو حزب از این مسئله شکایت داشتند که پول مالیات‌دهندگان آمریکایی صرف عراق می‌شود در حالی که این کشور توانسته میلیاردها دلار از راه صادرات نفت به دست آورد.

#### تسلیح نیروهای امنیتی عراق

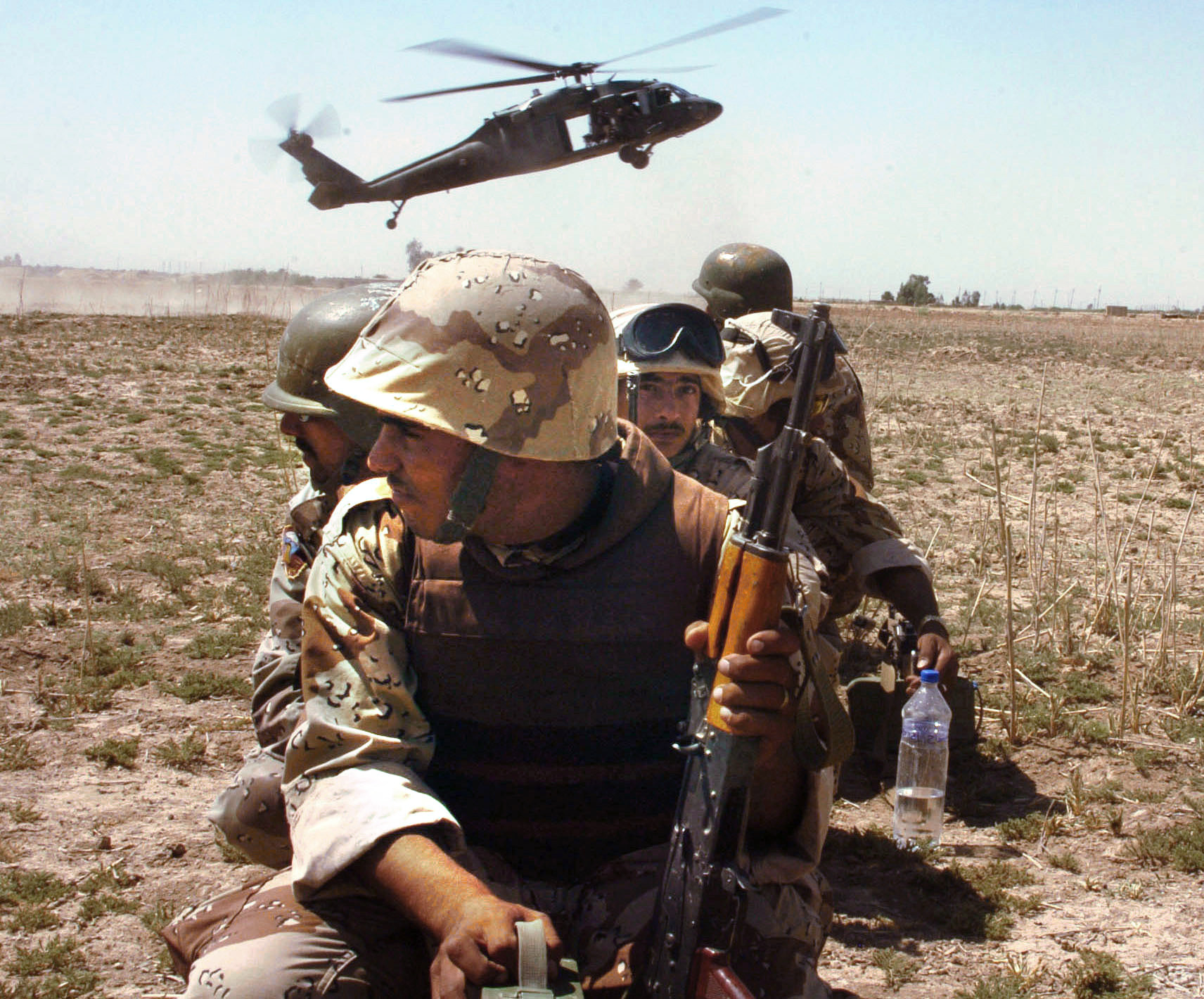
یگانی از ارتش عراق آمادهٔ سوار شدن به یک بالگرد بلک هاوک یواچ-۶۰ برای انجام عملیات ضدشورش در بغداد سال ۲۰۰۷

عراق تبدیل به یکی از بزرگ‌ترین خریداران تجهیزات نظامی از آمریکا شد. ارتش این کشور سلاح‌های کلاشنیکوف خود را کنار گذاشت و به ام۱۶ و ام۴ مجهز شد. در سال ۲۰۰۸ آمریکا ۳۴ میلیارد دلار صادرات جنگ‌افزار داشت که تنها ۱۲٫۵ میلیارد از آن به عراق فروخته شد (البته این عدد شامل جنگنده‌های اف ۱۶ نمی‌شود)
عراق در نظر داشت ۳۶ فروند جنگندهٔ اف ۱۶ بخرد که در آن زمان پیچیده‌ترین سامانهٔ جنگ‌افزاری برای این کشور به حساب می‌آمد. پنتاگون، کنگرهٔ آمریکا را در جریان گذاشت که این وزارتخانه مجوز فروش ۲۴ بالگرد تهاجمی آمریکایی به ارزش ۲٫۴ میلیارد دلار به عراق را صادر کرده است. عراق اعلام کرد که با احتساب بالگردهای مذکور قصد دارد دستکم ۱۰ میلیارد دلار جنگ‌افزار شامل تانک، خودروهای زرهی، هواپیماهای ترابری و دیگر تجهیزات نبرد از آمریکا خریداری کند. در تابستان آن سال وزارت دفاع آمریکا اعلام کرد که عراق تقاضای خریدِ ۴۰۰ خودروی زرهی و دیگر تجهیزات نظامی به ارزش ۳ میلیارد دلار و شش هواپیمای ترابری سی ۱۳۰ جی به ارزش ۱٫۵ میلیارد دلار از آمریکا را اعلام کرده است. ایالات متحده در فاصلهٔ ۲۰۰۵ تا ۲۰۰۸ تقریباً ۲۰ میلیارد دلار جنگ‌افزار در قالب موافقت‌نامه‌های فروش به عراق فروخت.

#### موافقت‌نامه تعیین وضعیت نیروها
موافقت‌نامهٔ تعیین وضعیت نیروهای آمریکایی-عراقی در ۱۴ آذر ۱۳۸۷ (۴ دسامبر ۲۰۰۸) توسط دولت عراق تصویب شد. این موافقت‌نامه مقرر می‌داشت که تمام نیروهای آمریکایی تا ۱۰ تیر ۱۳۸۷ (۳۰ ژوئن ۲۰۰۹) از شهرهای عراق خارج شوند و تا ۱۰ دی ۱۳۹۰ (۳۱ دسامبر ۲۰۱۱) خاک عراق را ترک کنند. این پیمان امکان تغییر در برنامه‌ها را باز گذاشته بود و به این ترتیب می‌شد عقب‌نشینی نیروهای آمریکایی یا تاریخ همه‌پرسی که برای میانه‌های ۲۰۰۹ تنظیم شده بود و می‌شد توسط آن از نیروهای آمریکایی خواست در میانه‌های ۲۰۱۰ خاک عراق را ترک کنند را با مذاکره به عقب انداخت. این موافقت‌نامه مشتمل بر بازداشت متهمان بیش از ۲۴ ساعت تنها در صورت وجود اتهامات جنایی می‌شد و طبق آن نیروهای آمریکایی برای بازرسی خانه‌ها و ساختمان‌هایی که ربطی به عملیات‌های ضدتروریستی نداشتند باید مجوز دریافت می‌کردند.
بنابر این موافقت‌نامه، پیمان‌کاران آمریکایی که برای نیروهای آمریکایی کار می‌کردند تحت قانون جزای عراق قرار می‌گرفتند در حالی که پیمان‌کارانِ وزارت خارجهٔ آمریکا و دیگر نهادهای آمریکایی مصونیت قضایی داشتند. اگر نیروهای آمریکایی خارج از خدمت و خارج از پایگاه‌های آمریکا مرتکب «جرم عمدی عمده» و پیش‌بینی‌نشده‌ای می‌شدند تحت رویه‌های قضایی قرار می‌گرفتند که توسط کمیتهٔ مشترک آمریکایی-عراقی مقرر می‌شد. آمریکا تشخیص می‌داد که این نیروها در حال خدمت بوده‌اند یا خیر.
برخی از آمریکایی‌ها این توافقنامه را حاوی «ایراد» می‌دانستند در حالی که برخی عراقیان نیز بر این باور بودند که بخش‌هایی از این پیمان همچنان برای آن‌ها یک «راز» است. در آن زمان رابرت گیتس وزیر دفاع آمریکا پیش‌بینی کرده بود که پس از ۲۰۱۱ «احتمالاً همچنان شاهد حضور ده‌ها هزار نیروی آمریکایی» در عراق باشیم.
بسیاری از گروه‌های عراقی با این موافقت‌نامه مخالفت کردند زیرا آن را راهی برای طولانی کردن و مشروعیت‌بخشی به اشغال عراق توسط آمریکا می‌دانستند. ده‌ها هزار عراقی پیکرکی از جرج دبلیو بوش را در میدان مرکزی بغداد به آتش کشیدند؛ میدانی که تنها پنج سال پیش شاهد سقوط مجسمهٔ صدام حسین به دست همین مردم بود. برخی عراقیان نیز خوشبین بودند که احتمالاً نیروهای آمریکایی به‌طور کامل تا پیش از اتمام ۲۰۱۱ خاک این کشور را ترک خواهند کرد. در ۴ دسامبر ۲۰۰۸ شورای ریاست‌جمهوری عراق نیز این پیمان را تصویب کرد.
نمایندهٔ آیت‌الله علی حسینی سیستانی نگرانی خود را نسبت به نسخهٔ مصوب این موافقتنامه ابراز کرد و خاطرنشان کرد که طبق این پیمان، دولت عراق حق کنترل ورود و خروج نیروهای اشغالگر به خاک این کشور و حق کنترل محموله‌های آن‌ها را ندارد. همچنین این طرح به اشغالگران حق مصونیت از محاکمه در دادگاه‌های عراق را خواهد داد. او گفت تا زمانی که اشغالگران در خاک عراق حضور دارند حاکمیت عراق کامل نیست اما در نهایت این عراقیان هستند که در همه‌پرسی دربارهٔ این طرح قضاوت خواهند کرد. هر هفته بعد از نماز جمعه هزاران عراقی تظاهرات کرده و با دادن شعارهای ضدآمریکایی و ضد اسرائیلی به امضای این توافقنامه بین بغداد و واشینگتن اعتراض می‌کردند. یکی از معترضان گفت که با وجود تصویب این پیمان موقت، مردم عراق آن را در همه‌پرسی سال آینده نابود خواهند کرد.

### ۲۰۰۹: جابجایی نیروهای ائتلاف

#### تحویل منطقهٔ سبز

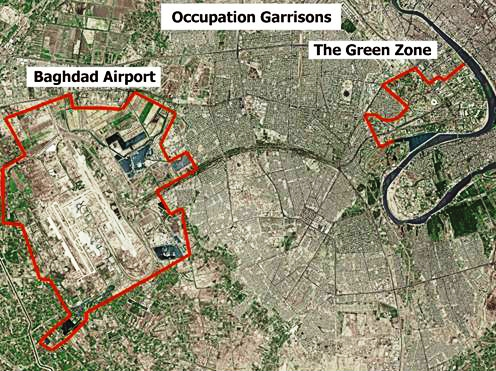
نمای هوایی منطقهٔ سبز، فرودگاه بین‌المللی و مجموعه پایگاه پیروزی در بغداد

ایالات متحده در اقدامی تشریفاتی پایش منطقهٔ سبز و کاخ ریاست‌جمهوری صدام حسین را در ۱۲ دی ۱۳۸۷ (۱ ژانویه ۲۰۰۹) به دولت عراق سپرد. این اقدام از سوی نخست‌وزیر عراق به عنوان بازگشت حق حاکمیت به این کشور نامیده شد. نوری المالکی اعلام کرد که به زودی روز اول ژانویه را «روز حق حاکمیت عراق» اعلام خواهد کرد. او گفت: «این کاخ نماد حق حاکمیت عراق است و با اعادهٔ آن پیامی واقعی به تمام مردم عراق فرستاده شد که حق حاکمیت شما به وضعیت طبیعی بازگشته است.»
ارتش آمریکا در گزارشی، کاهش تلفات شهروندان را به چند فاکتور نظیر افزایش نیروهای آمریکایی، رشد شوراهای بیداری که توسط آمریکا تأسیس شدند و دستور آتش‌بس مقتدی صدر به نیروهایش مربوط دانست.

#### انتخابات مجالس استانی
عراق در ۱۲ بهمن ۱۳۸۷ (۳۱ ژانویه ۲۰۰۹) انتخابات مجالس استان‌ها را برگزار کرد. برخی از نامزدهای استان‌ها و افراد نزدیک به آن‌ها با ترورهای سیاسی مواجه شدند و خشونت‌های دیگری نیز در جریان انتخابات روی داد.
حضور مردم پای صندوق‌ها انتظارات را برآورده نکرد و این انتخابات پایین‌ترین مشارکت در تاریخ عراق نامیده شد اما رایان کراکر سفیر آمریکا، حضور مردم را «بزرگ» توصیف کرد. برخی از گروه‌هایی که در انتخابات شرکت کردند از عدم احقاق حق رای‌دهندگان و تقلب شکایت داشتند. بعضی از گروه‌ها پس از لغو حکومت نظامی مربوط به انتخابات، شروع به تهدید در صورت عدم رضایت از نتایج کردند.

#### اعلام راهبرد خروج نیروهای آمریکایی
باراک اوباما رئیس‌جمهور ایالات متحده در ۹ اسفند ۱۳۸۷ (۲۷ فوریه) در اردوگاه لوژون پایگاه تفنگداران دریایی آمریکا در ایالت کارولینای شمالی طی سخنرانی اعلام کرد که مأموریت جنگی نیروهای مسلح این کشور در عراق در ۹ شهریور ۱۳۸۹ (۳۱ اوت ۲۰۱۰) به پایان می‌رسد. او همچنین افزود که ممکن است یک «نیروی انتقالی» به استعداد ۵۰٬۰۰۰ نفر به منظور آموزش نیروهای عراقی، هدایت عملیات‌های ضدتروریستی و تأمین نیروهای عراقی تا پایان ۲۰۱۱ در عراق باقی بمانند.
نوری المالکی نخست‌وزیر عراق در یک کنفرانس مطبوعاتی یک روز پیش از سخنرانی اوباما اعلام کرده بود که دولت عراق «هیچ نگرانی» پیرامون خروج قریب‌الوقوع نیروهای آمریکایی ندارد و او به توانایی نیروهای امنیتی عراقی و پلیس این کشور بدون حمایت آمریکایی‌ها اعتماد دارد.

#### اعتراضات سالگرد ششمین سال اشغال
ده‌ها هزار عراقی در ۲۰ فروردین ۱۳۸۸ (۹ آوریل ۲۰۰۹) برابر با ششمین سالگرد سقوط بغداد، در این شهر تجمع کردند و خواستار خروج فوری نیروهای ائتلاف از این کشور شدند. جمعیت از شهرک صدر در شمال شرقی بغداد تا میدان اصلی شهر (حدود ۵ کیلومتر) را فرا گرفته بود. در این میدان پیکرکی از جرج دبلیو بوش به آتش کشیده شد. در این جمعیت مسلمانان سنی نیز حضور داشتند. پلیس گزارش داد که سنی‌های زیادی از جمله رهبران برجسته نیز در این راهپیمایی شرکت داشتند.

#### عقب‌نشینی نیروهای ائتلاف
پادشاهی متحد بریتانیا در ۱۰ اردیبهشت ۱۳۸۸ (۳۰ آوریل ۲۰۰۹) رسماً به عملیات‌های جنگی خود پایان داد. گوردون براون نخست‌وزیر این کشور، حضور نیروهای انگلستان در عراق را «داستانی موفقیت‌آمیز» توصیف کرد و دلیل آن را تلاش‌های این نیروها دانست. بریتانیا کنترل بصره را به نیروهای مسلح ایالات متحده واگذار کرد.
استرالیا نیز بر اساس موافقت‌نامه‌ای که با دولت عراق داشت در ۶ مرداد ۱۳۸۸ (۲۸ ژوئیه ۲۰۰۹) نیروهای رزمی خود را از عراق بیرون برد.
خروج نیروهای ایالات متحده با پایان ماه ژوئن آغاز شد. آن‌ها در این زمان ۳۸ پایگاه را به عراقی‌ها تحویل دادند. در ۸ تیر ۱۳۸۸ (۲۹ ژوئن ۲۰۰۹) نیروهای آمریکایی از بغداد خارج شدند. مسئولان وزارت کشور عراق در ۹ آذر ۱۳۸۸ (۳۰ نوامبر ۲۰۰۹) گزارش دادند که در ماه نوامبر شمار قتل شهروندان به کمترین میزان از سال ۲۰۰۳ رسیده است.

#### اعطای قراردادهای نفتی
وزارت نفت عراق در ۹ تیر و بار دیگر در ۲۰ آذر ۱۳۸۸ (۳۰ ژوئن و ۱۱ دسامبر ۲۰۰۹) به شرکت‌های نفتی بین‌الملی قراردادهایی را اعطا کرد. شرکت‌های برنده وارد سرمایه‌گذاری مشترک با وزارت نفت عراق می‌شدند. شرایط قراردادهای اعطاشده شامل استخراج نفت به مبلغی مشخص که در حدود ۱٫۴۰ دلار برای هر بشکه بود در نظر گرفته شده بود. این مبالغ تنها زمانی پرداخت می‌شدند که این شرکت‌ها، تولید نفت عراق را به میزانی که وزارت نفت تعیین کرده بود می‌رساندند.

### ۲۰۱۰: کاهش نیروهای آمریکایی و عملیات سپیده‌دم نو
رابرت گیتس وزیر دفاع ایالات متحده در ۲۸ بهمن ۱۳۸۸ اعلام کرد که از ۱۰ شهریور ۱۳۸۹ (۱ سپتامبر ۲۰۱۰) نام «عملیات آزادی عراق» به «عملیات سپیده‌دم نو» تغییر خواهد یافت.
در تاریخ ۲۹ فروردین ۱۳۸۹ نیروهای آمریکایی و عراقی در عملیاتی مشترک نزدیک تکریت، ابوایوب المصری رهبر القاعدهٔ عراق را کشتند. نیروهای ائتلاف بر این باور بودند که المصری جلیقهٔ انتحاری به تن دارد و از همین رو با احتیاط زیاد عمل کردند. پس از تبادل آتش فراوان و بمباران خانه، نیروهای عراقی به داخل یورش بردند و دو زن را زنده و جسد چهار مرد را یافتند. یکی از زن‌ها همسر المصری بود و جسد مردان دیگر متعلق به المصری، دستیارش، ابوعمر البغدادی و پسر المصری بود. همان‌طور که ارتش عراق پیش‌بینی کرده بود، یک جلیقهٔ انتحاری به تن المصری پیدا شد. نوری المالکی نخست‌وزیر عراق در جریان کنفرانس مطبوعاتی با نشان دادن عکس‌های خون‌آلود چند جسد به خبرنگاران اعلام کرد که ابوعمر البغدادی و ابوایوب المصری کشته شده‌اند. وی گفت: «یورش توسط نیروی زمینی و با محاصرهٔ منزل نامبردگان صورت گرفته و در جریان این عملیات از موشک نیز استفاده شده است.» او همچنین به رایانه‌های به دست آمده از این افراد اشاره کرد و گفت: «در این رایانه‌ها چند رایانامه و پیام برای دو تن از بزرگ‌ترین تروریست‌های جهان به نام‌های اسامه بن لادن و [معاون او] ایمن الظواهری، به دست آمده است.» ریموند اودیرنو فرماندهٔ نیروهای آمریکایی این عملیات را ستایش کرد و گفت: «کشتن این تروریست‌ها به‌طور بالقوه بزرگ‌ترین ضربه به القاعده عراق از زمان آغاز شورش‌ها است. هنوز راه زیادی داریم اما این عملیات گام مهمی در خلاص کردن عراق از شر تروریست‌ها به‌شمار می‌رود.»
در ۳۰ خرداد ۱۳۸۹ بانک مرکزی عراق در جریان حمله‌ای تروریستی به مرکز تجاری بغداد مورد اصابت بمب قرار گرفت. در این حمله ۱۵ نفر کشته شدند و کسب و کار مردم متوقف شد. گفته می‌شد که این عملیات را گروه موسوم به دولت اسلامی عراق انجام داده است. کمی بعد حملهٔ دیگری به ساختمان بانک تجارت عراق صورت گرفت که منجر به مرگ ۲۶ نفر و زخمی‌شدن ۵۲ نفر گردید.
گروه‌های شورشی در اوایل شهریور ۱۳۸۹ حمله‌ای بزرگ را با استفاده از ۱۲ خودروی بمب‌گذاری‌شده ترتیب دادند که به‌طور هم‌زمان شهرهایی را از موصل تا بصره به لرزه درآورد و موجب مرگ ۵۱ نفر گردید. این حملات هم‌زمان بودند با طرح آمریکا برای خروج یگان‌هایش از خاک عراق.
ایالات متحده از اواخر مرداد ۱۳۸۹ تلاش کرد نقش رزمی خود در عراق را با کاهش نیروهای زمینی به‌طور چشمگیری کم کند. آخرین تیپ‌های رزمی آمریکایی در بامداد روز ۲۸ مرداد خاک عراق را ترک کردند. از چند روز پیش کاروان‌های نیروهای آمریکایی، عراق را به سمت کویت ترک می‌کردند و شبکهٔ ان‌بی‌سی نیوز آمریکا خروج آخرین کاروان نیروهای آمریکایی را به‌طور زنده پخش کرد. با وجود آنکه تمام نیروهای رزمی عراق را ترک کردند اما ۵۰٬۰۰۰ پایور (شامل تیپ‌های مستشاری و کمک‌رسانی) در عراق باقی ماندند تا به ارتش این کشور یاری برسانند. طبق موافقت‌نامه وضعیت نیروها قرار بر این بود که این نیروها تا ۱۰ دیماه ۱۳۹۰ عراق را ترک کنند.
میلِ ایالات متحده به عقب‌نشینی از نقش ضدشورشی به این معنا نبود که نیروهای مستشاریِ باقی‌مانده در عراق در عملیات‌ها درگیر نخواهند شد. خبرگزاری آسوشیتد پرس در رهنمودی تصریح کرده بود که «جنگ در عراق پایان نیافته و ما نباید غیر از این را مطرح کنیم هر چند که این مسئله در اظهارات مقامات ارشد آمده باشد.»
فیلیپ کراولی، سخنگوی وزارت خارجهٔ آمریکا بیان کرد: «... کار ما در عراق پایان نیافته. ما تعهدی طولانی‌مدت به عراق داریم.» اوباما در ۹ شهریور ۱۳۸۹ از اتاق کار خود پایان عملیات آزادی عراق را اعلام کرد. او در سخنان خود به نقش قدرت نرم ایالات متحده، تأثیر جنگ بر اقتصاد آمریکا و میراث جنگ‌های افغانستان و عراق برای این کشور پرداخت.
در همان روز در جریان مراسمی در یکی از کاخ‌های سابق صدام حسین به نام کاخ فاو، برخی از شخصیت‌های بزرگ آمریکایی برای دوربین‌های تلویزیونی سخن گفتند و از کاربرد واژگان پیروزمندانه که پیش از آن ورد زبان سیاسیون آمریکایی بود ابا کردند. جو بایدن معاون رئیس‌جمهور آمریکا در خصوص نبودِ پیشرفت در تشکیل یک دولت جدید عراقی اظهار نگرانی کرد و گفت که مردم عراق «خواهان دولتی هستند که نتایج آرای آن‌ها را بازتاب دهد.» ژنرال اودیرنو نیز گفت که در دوران جدید «به هیچ وجه نشانه‌ای از عدم تعهد ما به مردم عراق بروز نخواهد یافت.» رابرت گیتس نیز که همان روز در رمادی حضور داشت، گفته بود که نیروهای آمریکایی «در این‌جا واقعاً کاری بسیار شگفت‌آور انجام داده‌اند [اما] ارزش آن در طول زمان مشخص خواهد شد.» هنگامی که یکی از خبرنگاران از وی در مورد ارزش هفت سال جنگ در عراق پرسید وی گفت: «برای پاسخ به این پرسش باید با دید یک مورخ و در طولانی مدت به آنچه در این‌جا روی داده است نظر افکند.» او همچنین افزود که جنگ عراق «همیشه تحت تأثیر شیوهٔ آغاز آن دیده خواهد شد.» اشارهٔ او به اتهام صدام حسین مبنی برداشتن جنگ‌افزارهای کشتار جمعی بود که هیچ‌گاه مورد تأیید قرار نگرفت. «به همین دلیل این جنگ در آمریکا همیشه مورد بحث و جدل باقی خواهد ماند.» در همان روز ژنرال اودیرنو فرماندهٔ نیروهای ایالات متحده در عراق جای خود را به لوید آستن داد.
در ۱۶ شهریور ۱۳۸۹ در جریان حادثه‌ای که در یک پایگاه عراقی روی داد دو سرباز آمریکایی کشته و هشت تن دیگر زخمی شدند.
ارتش آمریکا در ۱۷ شهریور اعلام کرد نخستین یگان ویژهٔ مستشاری-امدادی آمریکا به نام هنگ سوم زرهی وارد خاک عراق شده است. بنابر اعلامیهٔ ارتش این یگان در پنج استان جنوبی مسئولیت خواهد داشت. از ۱۹ تا ۲۱ شهریور دومین یگان مستشاری-امدادی به نام لشکر ۲۵ پیاده نزدیک به دیاله با شورشیان عراقی درگیر شد.
گزارش‌هایی که از عراق منتشر می‌شد حاکی از احتمال عهدشکنی صدها تن از اعضای شوراهای بیداری و پیوستن آن‌ها به گروه‌های شورشی یا القاعده بود.
سایت افشاگر ویکی‌لیکس در اول آبان، ۳۹۱٬۸۳۲ سندِ طبقه‌بندی‌شده مربوط به جنگ ارتش آمریکا در عراق را منتشر کرد.
گروگان‌گیری در کلیسای کاتولیک کلدانیان بغداد به نام سیدةالنجاة در ۹ آبان، در حدود ۵۸ کشته و ۴۰ زخمی بر جای گذاشت. سازمان دولت اسلامی عراق مسئولیت این عملیات را به عهده گرفت.
در ۱۱ آبان نیز حملات هماهنگ با استفاده از ۱۷ بمب در مناطق شیعه‌نشین بغداد موجب مرگ ۱۱۳ نفر و زخمی شدن ۲۵۰ عراقی گردید.

#### تلاش نیروهای مسلح عراق برای خودکفایی
وزارت دفاع عراق کوشید تا با خرید ۱۳ میلیارد دلار جنگ‌افزار آمریکایی نیروهای سنتی ارتش خود را به یک نیروی نظامی بروز تبدیل کند و به این ترتیب به یکی از بزرگ‌ترین خریداران جنگ‌افزارهای آمریکایی تبدیل شد. بخشی از تجهیزاتی که عراق در صدد خرید آن بود عبارت بودند از ۱۴۰ عدد تانک ام۱ آبرامز. سربازان عراقی پیش از آن نیز روی این تانک‌ها آموزش دیده بودند. عراقی‌ها در کنار خریدِ ۱۳ میلیاردی، تقاضای دریافت ۱۸ درگیریندهٔ اف۱۶ فالکون به همراه برنامهٔ کامل آموزش و نگهداری آن و همچنین موشک‌های هوا به هوای ایم-۹ سایدوایندر، بمب‌های هدایت‌شوندهٔ لیزری و تجهیزات شناسایی جمعاً به ارزش ۴٫۲ میلیارد دلار برای آمریکایی‌ها فرستاده بودند.
در حالی که نیروی دریایی عراق دارای قایق‌های کلاس سویفت برای گشت بندر ام‌قصر شده بود تقاضای ۱۴ عدد دیگر به ارزش ۱ میلیون دلار را پیش از آنکه که آمریکایی‌ها این کشور را ترک کنند به وزارت دفاع آمریکا داد. وظیفهٔ این قایق‌ها، نگهبانی از پایانه‌های نفتی بصره و خورالامیه بود که روزانه ۱٫۷ میلیون بشکه نفت از طریق آن‌ها به‌وسیلهٔ نفتکش‌ها برای صادرات حمل می‌شد. طبق موافقت‌ها قرار بود در سال ۲۰۱۱ دو شناور پشتیبانی هر کدام به بهای ۷۰ میلیون دلار از سوی آمریکایی‌ها به عراق تحویل داده شود.
وزارت دفاع آمریکا علاوه بر تجهیزات فوق، مجوز فروش ۱۰۰ میلیون دلار جنگ‌افزار به نیروهای مسلح عراق را صادر کرد. شرکت جنرال داینامیکس طرف قرارداد اصلی عراقی‌ها در خصوص معاملهٔ ۳۵ میلیون دلاری برای تأمین مهمات تانک‌های ام۱ آ۱ آبرامز بود. شرکت ریتیون پیمانکار اصلی آمریکایی‌ها برای تأمین بستهٔ ۶۸ میلیون دلاری سامانهٔ «فرماندهی، کنترل، مخابرات، رایانه، اطلاعات، پایش و شناسایی» مشهور به C4ISR برای عراق شد.

#### رفع تحریم‌های سازمان ملل
سازمان ملل متحد به منظور مشروعیت بین‌المللی دولت عراق، تحریم‌های مربوط به زمان صدام حسین علیه این کشور را لغو کرد. با لغو این تحریم‌ها این کشور می‌توانست دارای یک برنامهٔ هسته‌ای غیرنظامی شود و در پیمان‌های بین‌المللی مربوط به جنگ‌افزارهای اتمی و شیمیایی مشارکت کند. همچنین کنترل درآمدهای نفت و گاز عراق به دولت محول شد و برنامهٔ نفت در برابر غذا پایان یافت.

### ۲۰۱۱: خروج آمریکا
انقلابهای بهار عربی کل جهان عرب را فرا می‌گیرد گروه اخوان المسلمین تسنن در کشورهای عربی غرب آسیا علیه حاکمیت دولتهایشان، انقلابهای مردمی و اعتراضات اجتماعی سیاسی و نهایتاً مسلحانه انجام می‌دهند از جمله در تونس مصر سوریه لیبی یمن و بقیه کشورها، حتی عراق.
مقتدی صدر که از سال ۲۰۰۷ در تبعید خودخواسته به سر می‌برد به شهر نجف بازگشت تا رهبری جنبش صدر را بر عهده گیرد.
در ۲۵ دی ۱۳۸۹ سه سرباز آمریکایی کشته شدند. یکی از آن‌ها در جریان عملیاتی نظامی کشته شد در حالی که دو تن دیگر به شکل عمد توسط یک یا دو سرباز عراقی هنگام تمرین کشته شدند.
در ۱۶ خرداد ۱۳۹۰ پنج سرباز آمریکایی در یورشی به پایگاه جی‌اس‌اس لویالتی (JSS Loyalty) با راکت کشته شدند. یک سرباز دیگر نیز که بر اثر این حمله زخمی شده بود ۱۰ روز بعد مُرد.
در ۸ تیر ۱۳۹۰ نیز سه سرباز آمریکایی در یک یورش راکتی به یک پایگاه آمریکایی نزدیک به مرز ایران کشته شدند. گفته می‌شد که این حمله توسط همان گروهی انجام شده که سه هفتهٔ پیش به پایگاه جی‌اس‌اس لویالتی یورش بردند. با این سه کشته، ماه ژوئن به عنوان خونین‌ترین ماه از ژوئن ۲۰۰۹ برای ارتش آمریکا به حساب آمد.
عراق در مهر ۱۳۹۰ قرارداد خرید ۱۸ جنگندهٔ اف-۱۶ را به آمریکا داد. به این ترتیب عراق بیست و ششمین کشوری بود که دارای این جنگنده می‌شد. همچنین به دلیل افزایش قیمت نفت در آن زمان خبرها حاکی از آن بود که دولت عراق قصد دارد این مقدار را دو برابر کند تا بتواند از پس شورش‌های اسلام‌گرایان افراطی بر آید.
با شکست گفتگوها پیرامون تمدید اقامت نیروهای ایالات متحده بیش از ۲۰۱۱ و این مسئله که دولت عراق هیچ مصونیتی برای سربازانی که بیش از این تاریخ در این کشور بمانند قائل نخواهد بود، اوباما رئیس‌جمهور وقت آمریکا در ۲۹ مهر ۱۳۹۰ طی یک کنفرانس مطبوعاتی در کاخ سفید اعلام کرد که طبق برنامه‌ریزی‌های پیشین تمام نیروها و مربیان آمریکایی باقی‌مانده در عراق تا پایان سال میلادی این کشور را ترک خواهند کرد و به این ترتیب مأموریت ایالات متحده در عراق به پایان خواهد رسید. مرگِ واپسین سربازِ آمریکایی که پیش از خروج رسمی ارتش آمریکا در عراق کشته شد در ۲۳ آبان در بغداد و به‌وسیلهٔ یک بمب کنارجاده‌ای رقم خورد.
در تاریخ ۱۵ دسامبر ۲۰۱۱ با برگزاری مراسمی رسمی در فرودگاه بغداد واقع در منطقه سبز بغداد، با حضور وزیر دفاع وقت آمریکا، آمریکا رسماً به حضور نظامی خود در عراق پایان داد. لئون پنتا در سخنرانی در مراسم فوق گفت جنگ عراق دارای ارزش بسیاری در خونها و دلارها برای ما بود، حدود ۷۵۰ میلیار دلار هزینه، ۴۵۰۰ کشته(۴۴۸۷ کشته) و ۳۲۰۰۰ مجروح، برای ایالات متحده.
در مراسم خروج نیروهای آمریکایی نوری مالکی نخست‌وزیر وقت عراق از دولت و ملت آمریکا برای آزادی مردم عراق تشکر کرد. همچنین آمار بیش از ۱۰۰ هزار کشته از شهروندان عراقی اعلام شد.
در ۲۷ آذر ۱۳۹۰ (۱۸ دسامبر ۲۰۱۱) آخرین سربازان آمریکایی خاک عراق را ترک کردند. با این حال سفارت آمریکا و کنسولگری‌های آن در سایر شهرها بیش از ۲۰ هزار نیروی نظامی از جمله گارد تفنگداران محافظ سفارت و بین ۴٬۰۰۰ تا ۵٬۰۰۰ نیروی نظامی پیمانکار در عراق نگاه داشتند. مقامات رسمی عراق تنها یک روز بعد دستور دستگیری معاون اول سنی رئیس‌جمهور عراق به نام طارق الهاشمی را صادر کردند. او که رهبر شاخه اخوان المسلمین تسنن عراق می‌باشد متهم به دست داشتن در چندین ترور شده بود. الهاشمی در آن زمان به اقلیم کردستان عراق فرار کرد و بعد به قطر و ترکیه رفت.

## پس‌آیندِ جنگ
تاخت و تاز و اشغال عراق توسط آمریکا و متحدانش آتش خشونت‌های فرقه‌ای را شعله‌ور کرد و باعث شد تا بسیاری از مردم بی‌خانمان شوند. هلال احمر عراق در سال ۱۳۸۷ آمار بی‌خانمان‌ها را حدود ۲٫۳ میلیون نفر تخمین زد و اعلام کرد ۲ میلیون عراقی در حال خروج از کشور هستند. فقر باعث شد تعداد قابل توجهی از زنان عراقی برای تأمین مالی خود و خانواده‌هایشان مجبور به روسپی‌گری شوند و همین مسئله موجب جذب گردشگران جنسی از سرزمین‌های اطراف شد. از سوی دیگر حملهٔ آمریکا موجب شد که قانون اساسی جدید عراق از مردم‌سالاری تا آنجا که اصول سنت‌های اسلامی را نقض نکند پشتیبانی نماید. همچنین حملهٔ آمریکا به عراق باعث شد تا خودمختاریِ منطقه کردستان عراق حفظ شود و به شکوفایی اقتصادی دست یابد. از آن جا که منطقه کردنشین عراق از گذشته دموکرات‌تر از سایر نقاط عراق بوده است، بسیاری از پناهندگان عراقی از سایر نقاط به این منطقه فرار کردند.
پس از عقب‌نشینی آمریکا شورش در عراق به شدت اوج گرفت. عراقی‌های زیادی که بیشتر سنی‌های تندرو بودند با الهام از وقایع انقلابهای بهار عربی در قالب گروه‌های شورشی دست به ترور علیه حکومت مرکزی زدند. رخدادهایی که پس از خروج آمریکایی‌ها در عراق روی داد ادامهٔ شورش‌های پیشین بود اما الگوهای جدیدی در آن‌ها دیده می‌شد که نشان از تبدیل این شورش‌ها به یک جنگ داخلی داشت. در دو ماه نخست بعد از عقب‌نشینی نیروهای آمریکایی حدود ۱۰۰۰ تن از مردم عراق بر اثر اقدامات تروریستی کشته شدند.
در ۲۰۱۲ دولت نوری المالکی توسط مجلس عراق به استیضاح کشیده می‌شود. ترکیب کردها با تسنن با مقتدی صدر، او را به چالش می‌کشند؛ هر چند درنهایت با دخالت ایران، او می‌ماند.
خشونت‌های فرقه‌ای در نیمهٔ نخست سال ۲۰۱۳ هم ادامه یافت. تحصن سنی‌ها در شهر رمادی استان الانبار و اعتراضات مردم فلوجه ادامه یافت. در ماه آوریل در جریان حملهٔ یک بالگرد دولت به تظاهرات تحصن سنی‌ها در حویجه ۵۶ نفر کشته شدند. همچنین در جریان انفجار یک ماشین بمب‌گذاری‌شده در ۳۰ اردیبهشت ۱۳۹۲ تعداد ۹۵ نفر عراقی کشته شدند. تنها ۵ روز پیش از آن ۳۳ نفر به همین شکل مرده بودند. در ۲۸ اردیبهشت هم ۷۶ نفر در مناطق سنی‌نشین بغداد کشته شدند.
در ۱ تیر ماه ۱۳۹۲ حمله‌ای به زندان ابوغریب انجام گرفت. مهاجمان توانستند دست‌کم ۵۰۰ مجرم که بیشترشان از اعضای ارشد القاعده بودند و حکم اعدام گرفته بودند را فراری دهند. این حمله با کوبیدن یک ماشین بمب‌گذاری شده به درب‌های زندان آغاز شد. جان جفری سفیر وقت آمریکا در بغداد هنگام خروج آخرین نیروهای آمریکایی از عراق گفت «این حمله باعث خواهد شد تا القاعده دارای رهبران کارکشته شود و روحیهٔ اعضا در عراق و سوریه قوت گیرد… همچنین به احتمال زیاد آن دسته از جمعیت سنی عراق را که نسبت به اوضاع بی‌تفاوت بودند به هیجان خواهد آورد.»
عراق در میانه‌های سال (۱۳۹۳) ۲۰۱۴ در آشوب به سر می‌برد. دولت جدید بعد از انتخابات هنوز شکل نگرفته بود و سطح شورش‌ها بسیار بالا گرفته بود. گروه دولت اسلامی عراق و شام (داعش) در خرداد ۱۳۹۳ شهرهای موصل و تکریت را در اختیار گرفت و آمادگی خود را برای تسخیر بغداد اعلام کرد. نیروهای کرد هم کنترل تأسیسات نظامی مهم شهر کرکوک را به دست گرفته بودند. نوری مالکی نخست‌وزیر عراق از پارلمان درخواست اعلام وضعیت فوق‌العاده کرد تا بتواند اختیارات ویژه‌ای برای مقابله با مهاجمان به دست آورد اما قانونگذاران درخواست وی را رد کردند!.
اوباما رئیس‌جمهور آمریکا در تابستان ۲۰۱۴ اعلام کرد که نیروهای آمریکایی را به عراق برمی‌گرداند اما این نیروها فقط در حملات هوایی شرکت خواهند داشت تا از پیشروی نیروهای داعش جلوگیری نمایند و به پناهجویان کمک برسانند تا وضعیت سیاسی این کشور به ثبات برسد. نوری مالکی در ۲۳ مرداد ۱۳۹۳ تسلیم فشارها شد و از قدرت کناره گرفت. تنها چند روز بعد حیدر عبادی در ۲۸ مرداد قدرت را به دست گرفت. داعش که دیگر در آن زمان خود را دولت اسلامی نامیده بود در این زمان جیمز فولی خبرنگار آمریکایی را در پاسخ به حملهٔ هوایی آمریکا سر برید. با وجود بمباران‌ها و پیشرفت‌های سیاسی آمریکا در عراق، داعش به تحکیم مواضع خود می‌پرداخت و اختلافات فرقه‌ای گسترش پیدا می‌کرد. در ۳۱ مرداد ۱۳۹۳ شبه‌نظامیان شیعه به عراقیان سنی‌مذهب که برای نماز جمعه گرد آمده بودند آتش گشودند و ۷۰ نفر از آن‌ها را کشتند. در رخداد دیگری نیروهای عراقی با بالگرد به مبارزان سنی در شهر ضلوعیه حمله کرده و ۳۰ نفر را کشتند. روز بعد سه بمب‌گذاری که به نظر می‌رسید در پاسخ به حمله به مسجد سنی‌ها باشد در عراق به وقوع پیوست که موجب مرگ ۳۵ نفر شد.

## تخمین کشتگان
تعداد افراد کشته شده در ارتش تقریبا ۳۱۰۰۰ نفر بوده ( تا آوریل ۲۰۰۳ ) و همچنین  ۷۰۰۰۰ نفر از شورشیان عراقی که بیشتر آنها عضو القاعده بودند کشته شدند .  تلاش‌های زیادی توسط رسانه‌ها، دولت‌های ائتلاف و دیگران برای تخمین شمار کشتگان عراقی انجام شده است. در جدول ذیل خلاصه‌ای از این اطلاعات را مشاهده می‌کنید:
| منبع                                           | کشتگان عراقی | مارس ۲۰۰۳ تا…              |
| ---------------------------------------------- | --- | -------------------------- |
| طرح پیمایش سلامت خانواده در عراق               | ۱۵۱٬۰۰۰ مرگ خشونت‌بار | ژوئن ۲۰۰۶                  |
| پژوهش مجله لنست                                | ۶۰۱٬۰۲۷ مرگ خشونت‌بار از میان ۶۵۴٬۹۶۵ مرگ غیرطبیعی | ژوئن ۲۰۰۶                  |
| پژوهش مجله طب پیلاس (PLOS)                     | ۴۶۰٬۰۰۰ مرگ غیرطبیعی که شامل ۱۳۲٬۰۰۰ مرگ خشونت‌بار ناشی از درگیری بوده‌اند. | ژوئن ۲۰۱۱                  |
| پژوهش مؤسسه نظرسنجی اورب (ORB)                 | ۱٬۰۳۳٬۰۰۰ مرگ خشونت‌بار ناشی از جنگ | اوت ۲۰۰۷                   |
| وزارت بهداشت عراق                              | ۸۷٬۲۱۵ مرگ خشونت‌بار به استناد گواهی‌های فوت صادرشده. مرگ‌های پیش از ۲۰۰۵ ثبت نشده‌اند. این وزارتخانه تخمین می‌زند که ۲۰٪ از مرگ‌ها ثبت نشده‌اند.                                    | ژانویه ۲۰۰۵ تا فوریه ۲۰۰۹  |
| خبرگزاری آسوشیتدپرس                            | ۱۱۰٬۶۰۰ مرگ خشونت‌بار این رقم شامل گواهی‌های فوت وزارت بهداشت به‌علاوهٔ تخمین‌های این خبرگزاری از مرگ‌های بین ۲۰۰۳ تا ۲۰۰۴ است.                                                     | آوریل ۲۰۰۹                 |
| پروژه شمارش اجساد عراقی (IBC)                  | ۱۰۵٬۰۵۲–۱۱۴٬۷۳۱ مرگ خشونت‌بار از میان غیرنظامیان این اعداد از رسانه‌های خبری، سمن‌ها و گزارش‌های رسمی گردآوری شده‌اند. ۱۶۲٬۰۰۰ مرگ نیز برای جمع غیرنظامیان و جنگجویان ثبت شده است. | ژانویه ۲۰۱۲                |
| ویکی‌لیکس. گزارش‌های روزانهٔ طبقه‌بندی‌شدهٔ جنگ عراق | ۱۰۹٬۰۳۲ مرگ خشونت‌بار شامل ۶۶٬۰۸۱ غیرنظامی | ژانویه ۲۰۰۴ تا دسامبر ۲۰۰۹ |

## انتقادها و هزینه‌ها
توجیه دولت بوش برای حمله به عراق انتقادهای زیادی را از سوی بسیاری از چهره‌های مردمی و رسمی داخل و خارج از ایالات متحده برانگیخت. بسیاری از شهروندان آمریکایی تشابهات زیادی بین این جنگ و جنگ ویتنام می‌دیدند. برای نمونه، یکی از افسران سابق سیا گفت که اعضای دفتر طرح‌های ویژه جمعی ایده‌پرداز هستند که خطری برای امنیت داخلی ایالات متحده و صلح جهانی به‌شمار می‌روند. او مدعی شد که این گروه دروغ‌پردازی کرده و اطلاعات را تنها به منظور حذف صدام از قدرت دستکاری کرده است. سازمان مردم‌نهادی به نام مرکز اتحاد عمومی در آمریکا نیز دولت بوش را متهم به جعل ۹۳۵ ادعای کذب بین سال‌های ۲۰۰۱ تا ۲۰۰۳ دربارهٔ تهدید عراق برای ایالات متحده کرد.
موافقان و مخالفان حمله به عراق بر سر طولانی‌شدن جنگ اشتراک نظر دارند. برجسته‌ترین انتقادها در مورد عدم تخصیص نیروهای کافی برای جنگ، نداشتن طرح برای عراق پس از جنگ و ارتکاب و اجازهٔ وقوع جرایم حقوق بشری بوده است. با ادامهٔ جنگ، منتقدان شروع به انتقاد از هزینه‌های مالی و انسانی کردند.
اهم انتقادها:
- مشروعیت حمله به عراق[۲۶۶][۲۶۷]
- تلفات انسانی
- تخلفات حقوق بشری نظیر آنچه در زندان ابوغریب روی داد.
- نقشه‌های ناکافی برای عراق پس از جنگ به‌خصوص تعداد کم نیروها (مؤسسه رند نشان داد که برای پیروزی در عراق به ۵۰۰۰۰۰ نیرو نیاز است)[۲۶۸]
- هزینه‌های مالی: تا سپتامبر ۲۰۰۴ معادل ۶۱۲ میلیارد دلار شد. کمیسیون بودجه کنگره آمریکا تخمین زد که هزینه‌های آمریکا در این جنگ ۱٫۹ تریلیون دلار شود.[۲۶۹]
- دستاورد وارونه برای هدفی که آمریکا از جنگ با تروریسم در نظر داشت.[۲۷۰][۲۷۱]
- ضربه به ائتلاف‌ها و نفوذ ایالات متحده در منطقه به‌ویژه اسرائیل[۲۷۲] و عربستان سعودی[۲۷۳]
- ضربه به امنیت اقلیت‌های دینی و قومی و کشتار جمعی آن‌ها توسط شورشیان[۱۴۱][۲۷۴][۲۷۵][۲۷۶][۲۷۷]
- قطع تولید نفت عراق و افزایش نگرانی‌ها در مورد وضعیت انرژی در این کشور[۲۷۸][۲۷۹]

پس از روی کار آمدن باراک اوباما در سال ۲۰۰۹ برخی از گروه‌های ضدجنگ تصمیم گرفتند تا با وجود ادامهٔ جنگ در عراق دست از مخالفت‌های خود بردارند. دلیل برخی از آن‌ها این بود که می‌خواستند به رئیس‌جمهور جدید زمان کافی برای تشکیل کابینه را بدهند و برخی دیگر بر این باور بودند که اوباما جنگ عراق را پایان خواهد داد.

### هزینه‌های مالی
هزینه‌های جنگ عراق برای انگلستان بیش از ۴٫۵۵ میلیارد یورو (۹ میلیارد دلار) و برای دولت ایالات متحده بیش از ۸۴۵ میلیارد دلار بوده است. این هزینه‌ها بر اساس محاسبات جوزف استیگلیتز، اقتصاددان و برنده جایزه نوبل و لیندا بیلمز، استاد مالیه عمومی در دانشگاه هاروارد برای ایالات متحده روزانه معادل ۷۲۰ میلیون دلار بوده است. این رقم شامل هزینه‌های درازمدت بهداشت سربازان پس از جنگ، سود وام‌ها و تعویض ادوات نظامی نیز می‌باشد.
در اسفند ۱۳۹۱ (مارس ۲۰۱۳) مؤسسه مطالعات بین‌الملل واتسون وابسته به دانشگاه براون آمریکا، هزینهٔ جنگ برای آمریکا را معادل ۱٫۷ تریلیون دلار تخمین زد. منتقدان بر این باورند که هزینهٔ کلی جنگ برای اقتصاد آمریکا با احتساب نرخ سود بانکی تا سال ۱۴۳۲ (۲۰۵۳) بین ۳ تا ۶ تریلیون دلار خواهد رسید. لیندا بیلمز بر این باور است که هزینه‌های سربازان معلول و معالجات نیروهایی که در جنگ عراق زخمی شده‌اند در ۴۰ سال آینده نزدیک به ۱ تریلیون دلار خواهد رسید.

## بحران انسانی
در عراق تا سال ۲۰۰۷ سوءتغذیه کودکان به ۲۸٪ رسید و گزارش‌ها حاکی از آن بود که حدود ۶۰ تا ۷۰٪ از کودکان عراقی دچار مشکلات روانی شده‌اند. بیشترِ عراقی‌ها به آب آشامیدنی سالم دسترسی نداشتند. به نظر می‌رسید شیوع وبا در شمال عراق به سبب کیفیت پایین آب بوده باشد. بیش از نیمی از پزشکان عراقی بین سال‌های ۲۰۰۳ تا ۲۰۰۶ این کشور را ترک کردند. گفته می‌شود که کاربرد اورانیوم ضعیف‌شده و فسفر سفید در سلاح‌های آمریکایی باعث نارسایی‌های نوزادان و سرطان گسترده در فلوجه شده است.
بنابر آمارهای کمیساریای عالی سازمان ملل برای پناهندگان، ۴/۴ میلیون عراقی تا پایان ۲۰۱۵ آواره شده‌اند. در طول جنگ جمعیت مسیحیان عراقی به شدت کاهش پیدا کرد به‌طوری‌که از ۱/۵ میلیون نفر در ۲۰۰۳ به ۵۰۰٬۰۰۰ نفر در ۲۰۱۵ رسید. پیش‌بینی می‌شود این آمار تا پایان ۲۰۱۶ به ۲۷۵٬۰۰۰ نفر برسد.
انجمن سیاست خارجی آمریکا گزارش داد که «شاید یکی از پیچیده‌ترین مسائل بحران پناهندگان عراقی… ناتوانی دولت ایالات متحده در جذب پناهندگان این کشور پس از حملهٔ ۲۰۰۳ به عراق باشد. تا امروز دولت ایالات متحده از میان بیش از ۲ میلیون پناهنده عراقی در سطح جهان تنها به ۸۴٬۰۰۰ نفر پناهندگی داده است. این در حالی است که با پایان جنگ ویتنام، دولت آمریکا به بیش از ۱۰۰٬۰۰۰ ویتنامی پناهندگی داد.»

## دخالت‌های خارجی

### کمک ایران به شبه‌نظامیان شیعه
سندهای منتشرشده توسط ویکی‌لیکس شامل گزارش‌های متعدد و موردهای مشخصی است که سپاه پاسداران و به‌ویژه نیروی قدس متهم به آموزش شبه‌نظامیان شیعهٔ عراقی، ارسال سلاح، راکت و بمب‌های دست‌ساز پیشرفته شده است. مطابق این سندها نیروی قدس به‌همراه حزب‌الله لبنان، شبه‌نظامیان شیعهٔ عراقی را در اردوگاهی در نزدیکی قم آموزش می‌داده‌اند تا برخی مقام‌های عراقی و همین‌طور سربازان آمریکایی را گروگان گرفته یا به قتل برسانند. ویکی لیکس همین‌طور از ایران به‌عنوان تسهیل ورود افراد القاعده به درون عراق برای حمله به نیروهای آمریکا و ائتلاف در ابتدای اشغال عراق نامبرده است.